# Musterhaus Am Horn

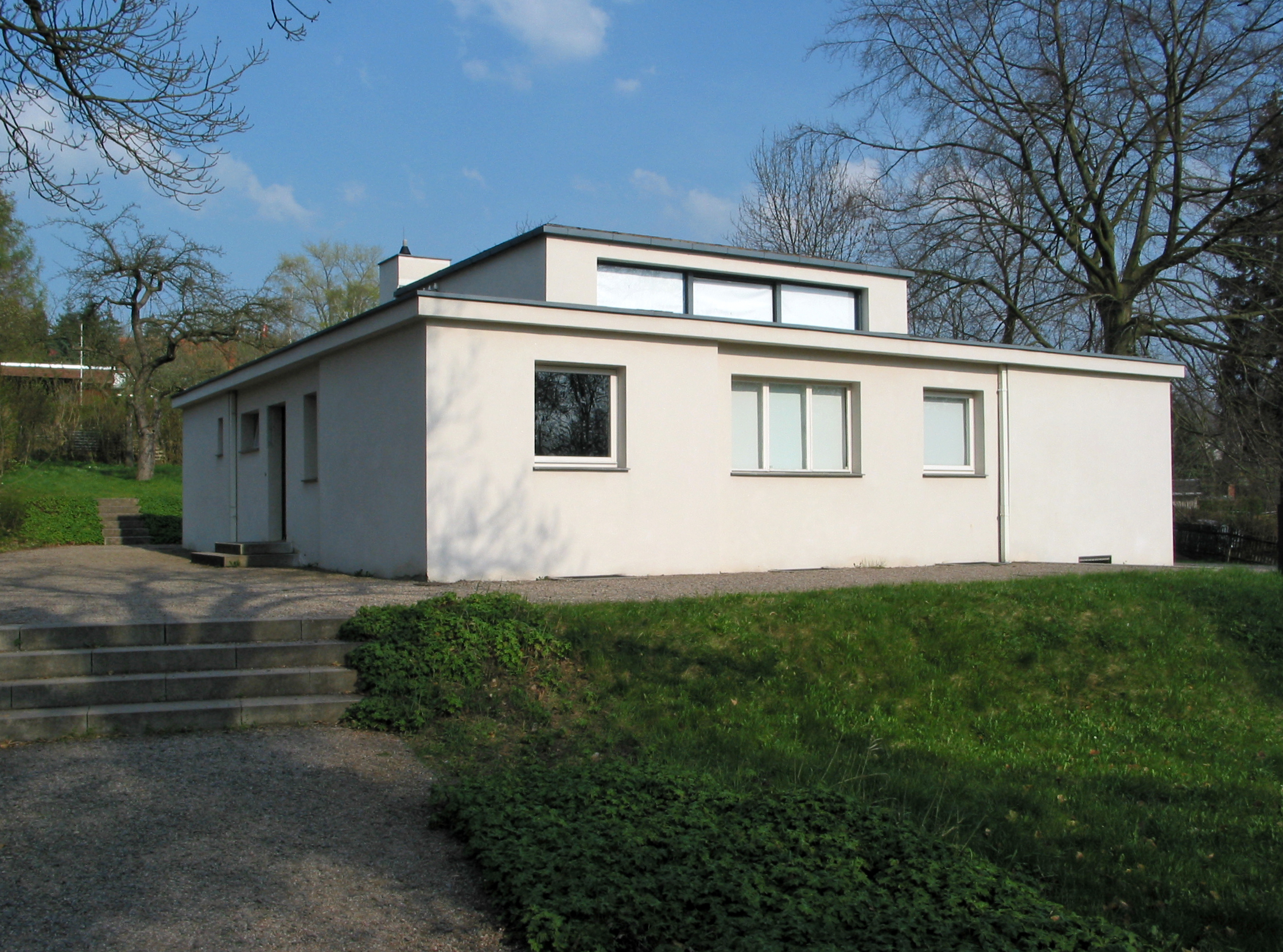
Westansicht des Musterhauses Am Horn (2009)

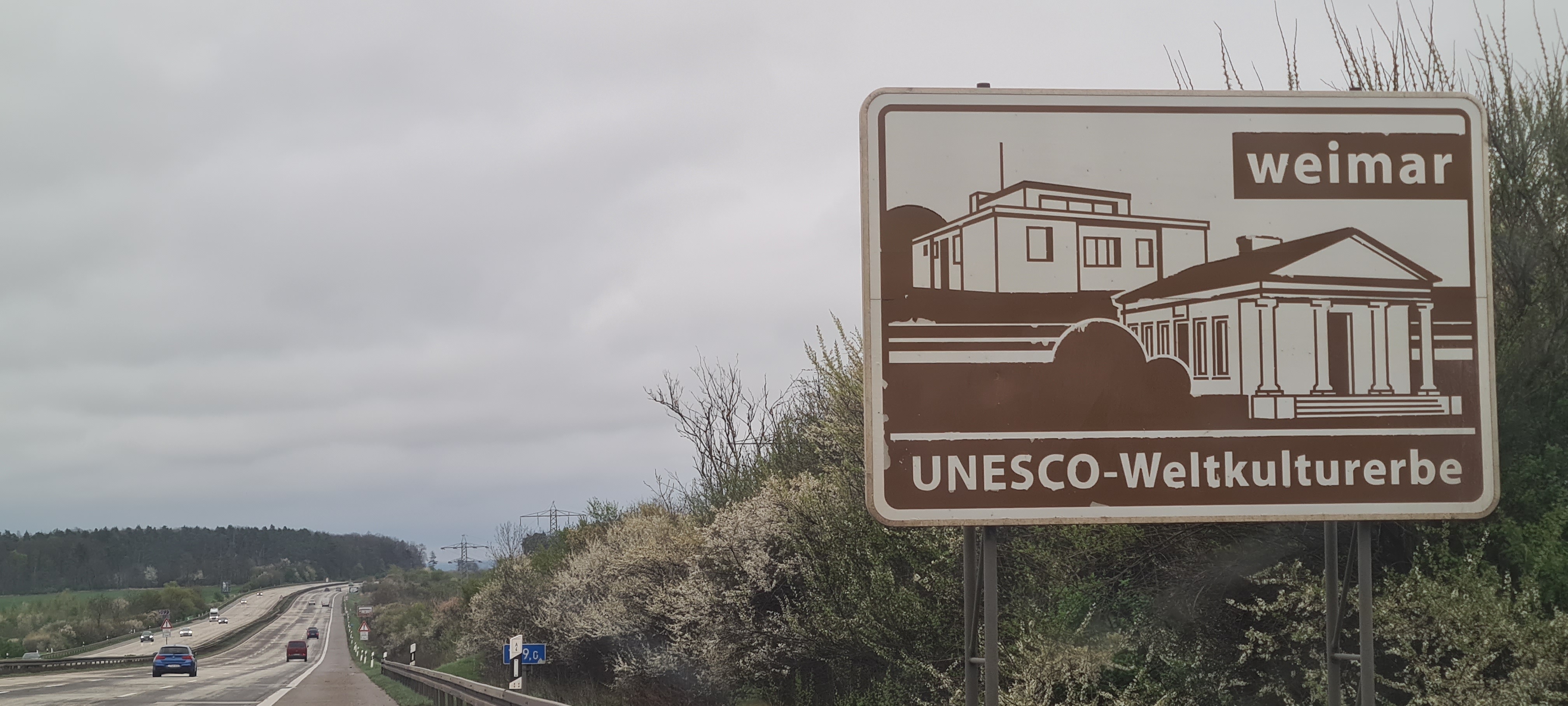
Touristische Unterrichtungstafel an der Autobahn A4: „UNESCO Weltkulturerbe Weimar“ mit dem Haus am Horn

Das Musterhaus Am Horn ist ein Versuchshaus des Bauhauses in Weimar. Anlass zum Bau dieses Einzelhauses nach einem Entwurf von Georg Muche war die erste Bauhausausstellung von 1923. Es diente als Anschauungsobjekt dafür, wie sich das Bauhaus zukünftiges gemeinschaftliches Leben und Arbeiten vorstellte. Es sollte eine gangbare Antwort auf die Wohnungsnot bieten, mit modularer, kostengünstiger Bauweise, nutzungsorientiertem Grundriss und Wohnkomfort durch moderne Technologie. In dem Projekt arbeitete die Bauhaus-Schule erstmals werkstattübergreifend, indem gemeinsam geplant, gebaut und ausgestattet wurde. Das Musterhaus ist das einzige in Weimar fertiggestellte Zeugnis des Bauhauses. Seit 1973 ist das Gebäude ein Baudenkmal. Historisch gewachsene Um- und Anbauten wurden im Rahmen umfassender Sanierungsmaßnahmen zurückgebaut. 1996 wurde das Gebäude zusammen mit anderen Stätten des Bauhauses in Weimar, Dessau und Bernau von der UNESCO zum Weltkulturerbe erklärt. Das Haus diente bis 1998 vornehmlich als Wohnhaus und ist heute museal zu besichtigen.

## Vorgeschichte

### Kontext
In den Krisenjahren nach dem Ersten Weltkrieg fehlten in Deutschland mehr als eine Million Wohnungen. Da es zudem durch das Fehlen zahlungskräftiger Mieter an Anreizen für das private Bauen fehlte, sahen sich die Kommunen gezwungen, erstmals selbst im sozialen Wohnungsbau als Bauträger aufzutreten. Bedingt durch die wirtschaftliche Situation lagen dabei die Prioritäten auf niedrigen Baukosten, was durch eine Rationalisierung des Bauwesens erreicht werden sollte. Unter diesen Rahmenbedingungen entwickelte sich die Ausrichtung des Bauhauses von Zurück zum Handwerk hin zu Kunst und Technik – eine neue Einheit. Walter Gropius, der Gründer des Bauhauses, erkannte die Industrie als bestimmende Kraft seiner Zeit an. Die Beschäftigung mit der industriellen und maschinellen Produktion wurde zum Credo aller Bauhaus-Arbeit.

„Das neue Ziel wäre die fabrikmäßige Herstellung von Wohnhäusern im Großbetrieb auf Vorrat, die nicht mehr an der Baustelle, sondern in Spezialfabriken in montagefähigen Einzelteilen erzeugt werden [… und] sodann […] zu verschiedenen Haustypen zusammenmontiert werden können.“

### Ideenfindung
Die Architektur war für Gropius das Element, das im Hintergrund alle Werkstätten vereinen sollte. In einem gemeinschaftlich errichteten und ausgestatteten Bau würden alle Werkstätten gemeinsam an einem architektonischen Werk zusammenkommen. Als Ideal für die Projektdurchführung galt dabei die mittelalterliche Bauhütte. Trotz des Schwerpunkts auf Architektur, gab es, nicht zuletzt auch aus finanziellen Gründen, keine Architektenklasse.
Die ersten Entwürfe und Modelle für eine Bauhaus-Siedlung stellte eine Gruppe um Walter Determann bereits im Sommer 1919 vor. Leitidee war, eine Siedlung für die Angehörigen des Bauhauses zu errichten, um ihnen materiell Wohnraum und Ernährung zu sichern, eine Arbeits- und Lebensgemeinschaft zu fördern und den Werkstätten Praxisbezug zu verschaffen. Ursprünglich sollte nicht nur ein Musterhaus, sondern ein ganzer Bauversuchsplatz entstehen. Im Jahr darauf legte Determann konkrete Pläne für eine Siedlung auf dem Gelände Am Horn vor. Die geplante Anlage war streng symmetrisch aufgebaut. Sie beinhaltete Wohn-, Werkstatt-, Gemeinschafts- und Sportbauten. Das Gelände war umschlossen und von Türmen begrenzt. Zur Umsetzung der Pläne für eine ganze Siedlung kam es in Weimar aber letztendlich nicht, weil das Bauhaus 1925 die Stadt verlassen musste. Am neuen Standort, Dessau, konnte die Idee eines Siedlungsprojekts schließlich realisiert werden.

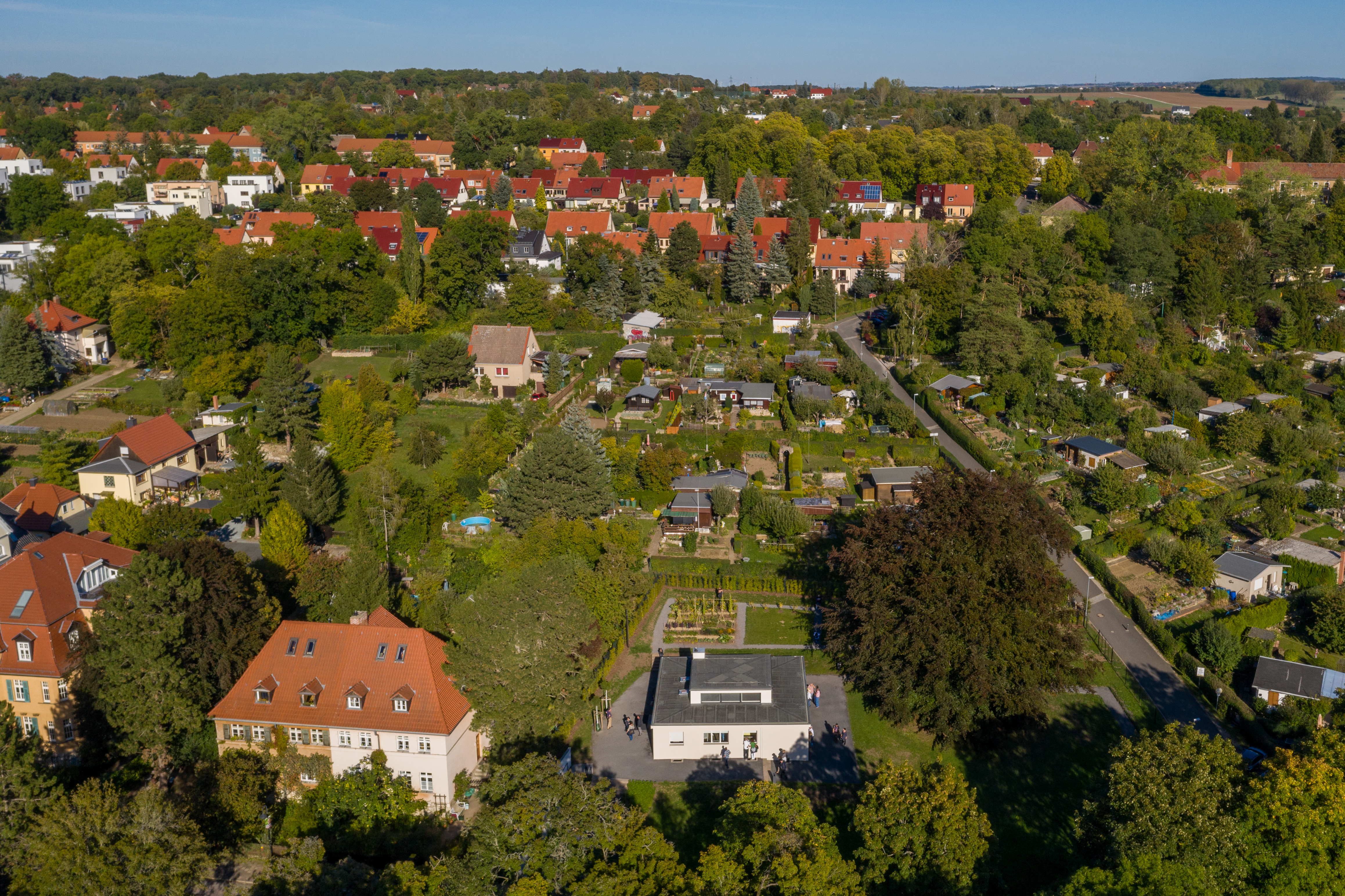
Grundstück in der Straße Am Horn am Park an der Ilm

1920 pachtete das Bauhaus das angedachte Siedlungsgelände Am Horn. Das Gelände lag am Hornberg, dem damals östlichen Stadtrand Weimars. Zunächst sollten Notbauten als Unterkünfte errichtet werden. Dies scheiterte jedoch am Widerstand der Bewohner der Straße Am Horn, die vehement gegen die Siedlungsidee protestierten.
Im April 1922 wurde zur rechtlichen Absicherung eine Siedlungsgenossenschaft gegründet. Der mit Gropius zusammenarbeitende Architekt Fred Forbát entwarf einen Haustyp, in dem „ein großer zentraler quadratischer Wohnraum von drei Seiten von niedrigeren Schlafzimmern und Nebenräumen flankiert“ war. Diese Ausgangsbasis sollte durch sechs vorgefertigte „Raumzellen“ variabel erweiterbar sein. Gropius bezeichnete diese Modulbauweise als „Baukasten im Großen“. Die Entwürfe wurden im Juli 1922 der Stadtverwaltung vorgelegt, wo sie auf starken politischen Widerstand stießen. Im selben Jahr entwertete die Inflation das Vermögen der Siedlungsgenossenschaft. Das Projekt konnte damit nicht mehr wie geplant realisiert werden.
Zeitgleich, drei Jahre nach der offiziellen Gründung des Bauhauses unter Trägerschaft und Finanzierung des Landes Thüringen, wollte das Landesparlament Ergebnisse von der neuen Hochschule, die weiterhin von staatlichen Geldern abhängig war, sehen. Zudem wurde das Bauhaus von seinen politischen Gegnern aus dem konservativ-nationalistischen Lager zunehmend unter Druck gesetzt. Diese Umstände zwangen die Schule, ihre Daseinsberechtigung unter Beweis zu stellen. Lehrkörper und Schülerschaft hielten den Zeitpunkt zunächst für verfrüht, beugten sich aber kurz darauf dem Druck. Im September 1922 präsentierte Gropius dann seinen ersten Vorschlag für ein Ausstellungsprogramm mit einem „Musterwohnhaus“ als zentralem Element:

„Gegenstände in praktischer Verwertung […], in einem für die Ausstellung fertig gebauten und eingerichteten Familienhaus. Gemeinschaftlich hergestellt von den Bauhauswerkstätten und Firmen in der Bauindustrie.“

Für das Musterhaus standen neben Gropius’ Arbeiten zwei weitere Entwürfe zur Auswahl: Farkas Molnárs Entwurf Rote Würfel und der Entwurf des Malers Georg Muche, der seit 1921 in der Weberei tätig war. Muche überzeugte bei einer schulinternen Abstimmung am 6. Oktober 1922 Lehrkörper und Schülerschaft mit einer leidenschaftlichen Rede von seinem Entwurf. Gropius fügte sich dem Abstimmungsergebnis mit den Worten:

„Ihr Schwung – und sei er auch aus Wahn geboren – ist der Nerv unserer Ausstellung. Ich bin bereit und mache mit.“

### Planung

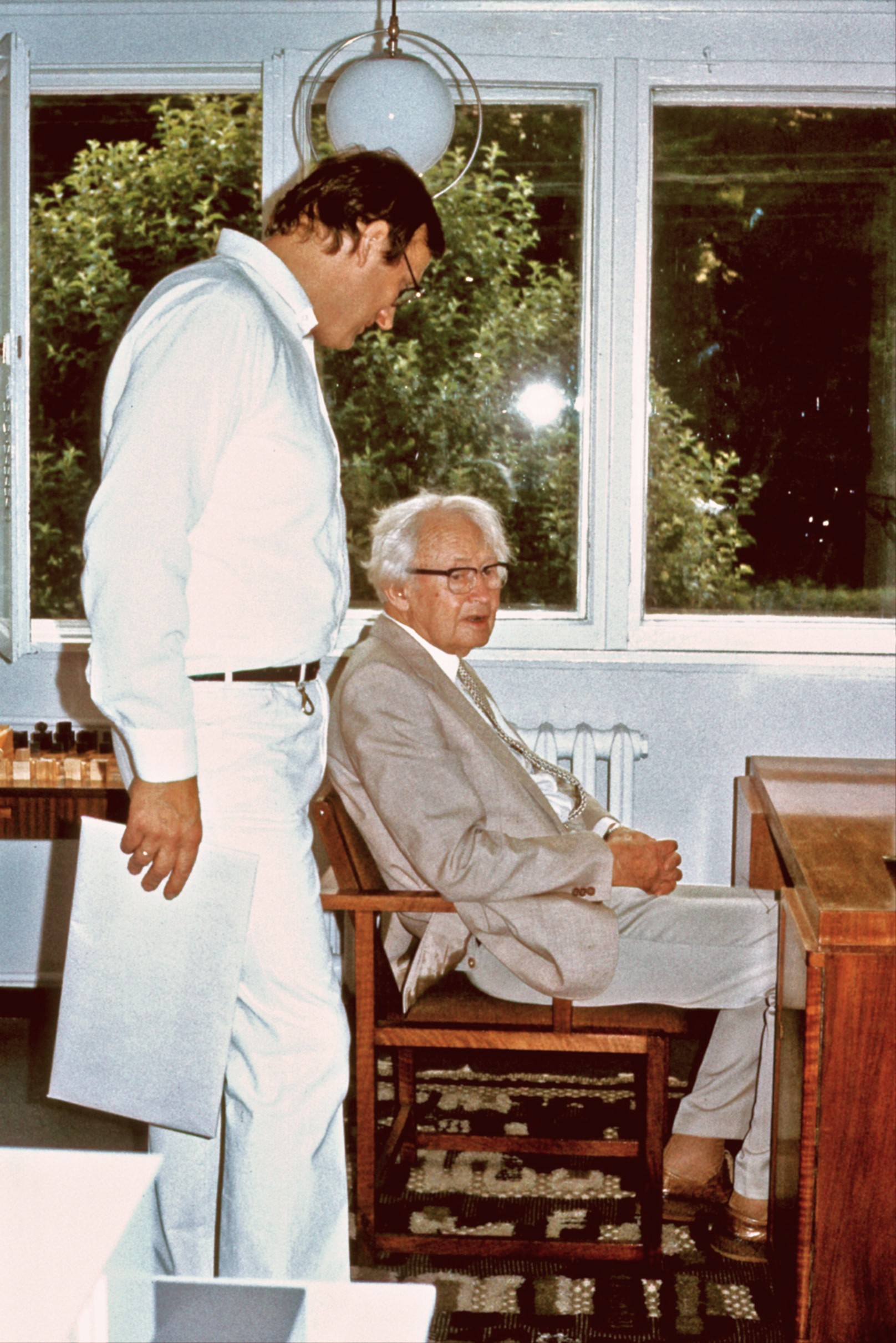
Georg Muche am Tisch der Arbeitsnische, mit Bernd Grönwald (1983)

Das Konzept des zu der Zeit frisch verheirateten Muche zielte darauf ab, die Arbeit der Hausfrau zu reduzieren, „damit sie sich wieder geistigen Aufgaben widmen könne.“ Damit bezog er sich auf eine inhaltliche Auseinandersetzung mit den religiösen und esoterischen Strömungen seiner Zeit, denen gegenüber das Bauhaus als sehr aufgeschlossen galt. Diese Verbundenheit mit dem Spirituellem spiegele sich nach Ansicht einiger Fachleute auch im Bauwerk selbst wider: Es repräsentiert durch die Lage auf einer Anhöhe und die an einen griechischen oder indischen Tempel erinnernde Gestalt einen „Tempel des Alltags“. Das Haus war für eine drei- bis vierköpfige Familie „ohne Personal“ gedacht. Das Fehlen von Räumlichkeiten für Angestellte verdeutlicht eine neue Auffassung der sozialen Ordnung.
Die praktische Umsetzung des Entwurfs übernahmen Walter March und Adolf Meyer aus dem Architekturbüro von Gropius. An der Ausstattung des Hauses waren alle Werkstätten des Bauhauses beteiligt, die dabei ihre – auch experimentelle – Sicht von zeitgemäßem Wohnen einbringen konnten. Das Haus war nicht ausdrücklich zum sofortigen Bezug gedacht.

### Finanzierung
Finanziert wurde das Bauvorhaben durch den Industriellen Adolf Sommerfeld, für den Gropius 1920/21 das Haus Sommerfeld in Berlin-Lichterfelde entworfen hatte. Zuvor gestellte Anfragen bei US-amerikanischen Industriellen und der Stadt Weimar waren erfolglos geblieben.
Mehrere der beauftragten Bauunternehmen arbeiteten zum Selbstkostenpreis, konnten dabei aber ihre Materialien werbewirksam einsetzen. Einige Einrichtungsgegenstände wie der Gasherd waren als bloße Ausstellungsstücke gedacht und sollten nach der Ausstellung zurückgegeben werden, falls sich kein Käufer gefunden hätte.
Durch die Inflation stiegen die Baukosten innerhalb eines Jahres von den veranschlagten 100 zunächst auf 450 Millionen Mark und schlussendlich auf 650 Millionen Mark.

### Bauphase

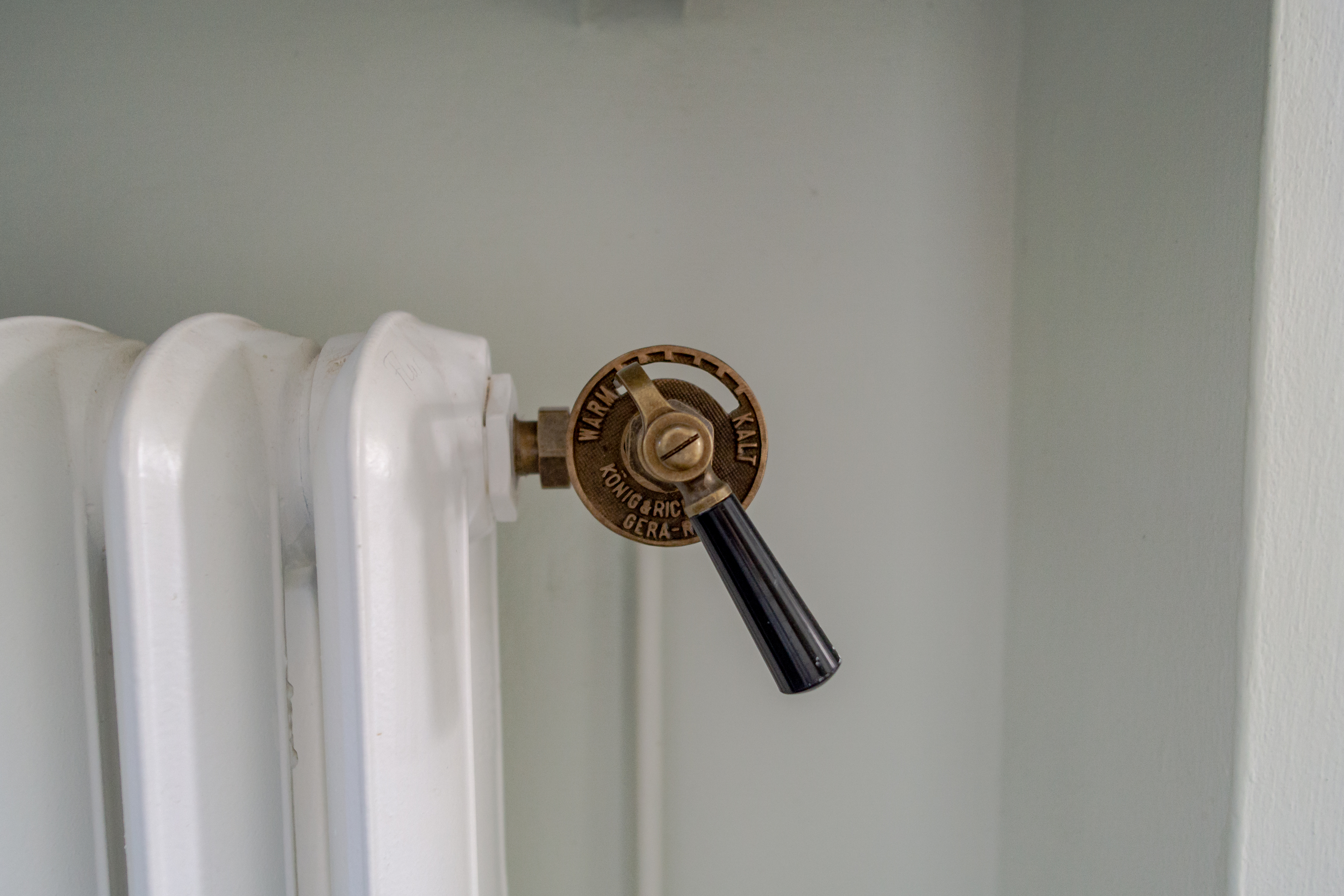
Regler am Heizkörper

Gebaut wurde 1923 nach Gründung der gemeinnützigen Siedlungsgenossenschaft des Bauhauses das Musterhaus Am Horn. Am 11. April 1923 erfolgte die Grundsteinlegung. Verantwortlicher Bauherr war Gropius selbst, die Bauausführung übernahm die Soziale Bauhütte Weimar. Die Bauzeit dauerte bis zum 15. August 1923 und betrug somit lediglich vier Monate.
Die Bauleitung bemühte sich um Baustoffe und Baukonstruktionen, die laut Gropius „einem neuen, synthetischen Baugedanken“ folgten und hohe Wirtschaftlichkeit versprachen. Involviert waren über 40 Lieferanten, Vertriebe, Firmen und mittelständische Handwerksbetriebe. Das moderne Baumaterial Jurko-Leichtbetonstein – ein vorgefertigter Leichtbaustein aus zementgebundenem Schlackebeton – versprach eine schnelle Bauzeit bei besseren bauphysikalischen Eigenschaften. Zur Isolierung wurde mit Torfoleum ein weiteres modernes Material eingesetzt. Die Platten aus industriell aufgearbeitetem Torf, doppelt gesetzt, brachten wesentliche Ersparnisse gegenüber einer Ziegelmauer hinsichtlich Material-, Transport- und Lohnkosten sowie bei der bebauten Fläche und beim Heizungsbedarf. Auch unter dem Estrich des Fußbodens wurde Torfoleum verlegt. Das Haus Am Horn dürfte damit eines der ersten Häuser mit umlaufender Wärmedämmung gewesen sein. Die Decken wurden als Keramikhohlsteindecken mit Stahleinlagen ausgeführt, die Dacheindeckung als mehrlagige Bitumenbahneindeckung.
Fassadenschmuck war bei Bauhaus-Anhängern tabu. Verputzt wurde mit einem wetterbeständigen, silbergrauen Terranova-Edelputz, der durch Glimmerpartikel eine changierende Wirkung erzielte. Der nicht erst auf der Baustelle gemischte, sondern industriell hergestellte Mörtel wies eine gleichbleibende Qualität auf, was eine Zeitersparnis bedeutete. Anstatt den üblichen Kratzputz zu verwenden, wählte man hier einen Schabeputz mit einer Körnung von nur 1 mm, der eine feinere Oberflächenstruktur ergab. Die Fensterbänke waren aus Asbestschiefer-Platten gefertigt.
In Bad und Küche wurden platzsparende Kippfenster mit Kristallspiegelglas eingesetzt. Die Oberlichter im Wohnraum bestanden aus Mattglas, womit ein weicher Lichteinfall erzielt wurde. Die Fensterbänder, Fußleisten und Wandverkleidungen in Küche, Bad und der Waschnische waren aus weißem, schwarzem und rotem Opakspiegelglas gefertigt. Als Fußbodenbelag wurden Gummi und Triolin verwendet. Letzteres diente als Ersatz für Linoleum, welches mit einer Luxussteuer belegt war. Damals moderne Technik wurde umfassend eingebaut: im Keller eine Zentralheizungsanlage mit Kohlekessel, in Küche und Bad Gas-Warmwasserbereiter und im Keller eine Hauswäscherei mit Gasheizung und elektrischem Antrieb. Weitere damals moderne Haushaltstechnik waren ein Staubsauger, Brotröster, Wasserkocher, Kaffeemaschine, Haartrockner, Gasherd, Haustelefon, Fernsprecher und pflegeleichte Oberflächen.
Der dritte Band der Bauhausbücher, 1925 erschienen, war vor allem diesen neuartigen Materialien und Technologien gewidmet.

### Werkstätten

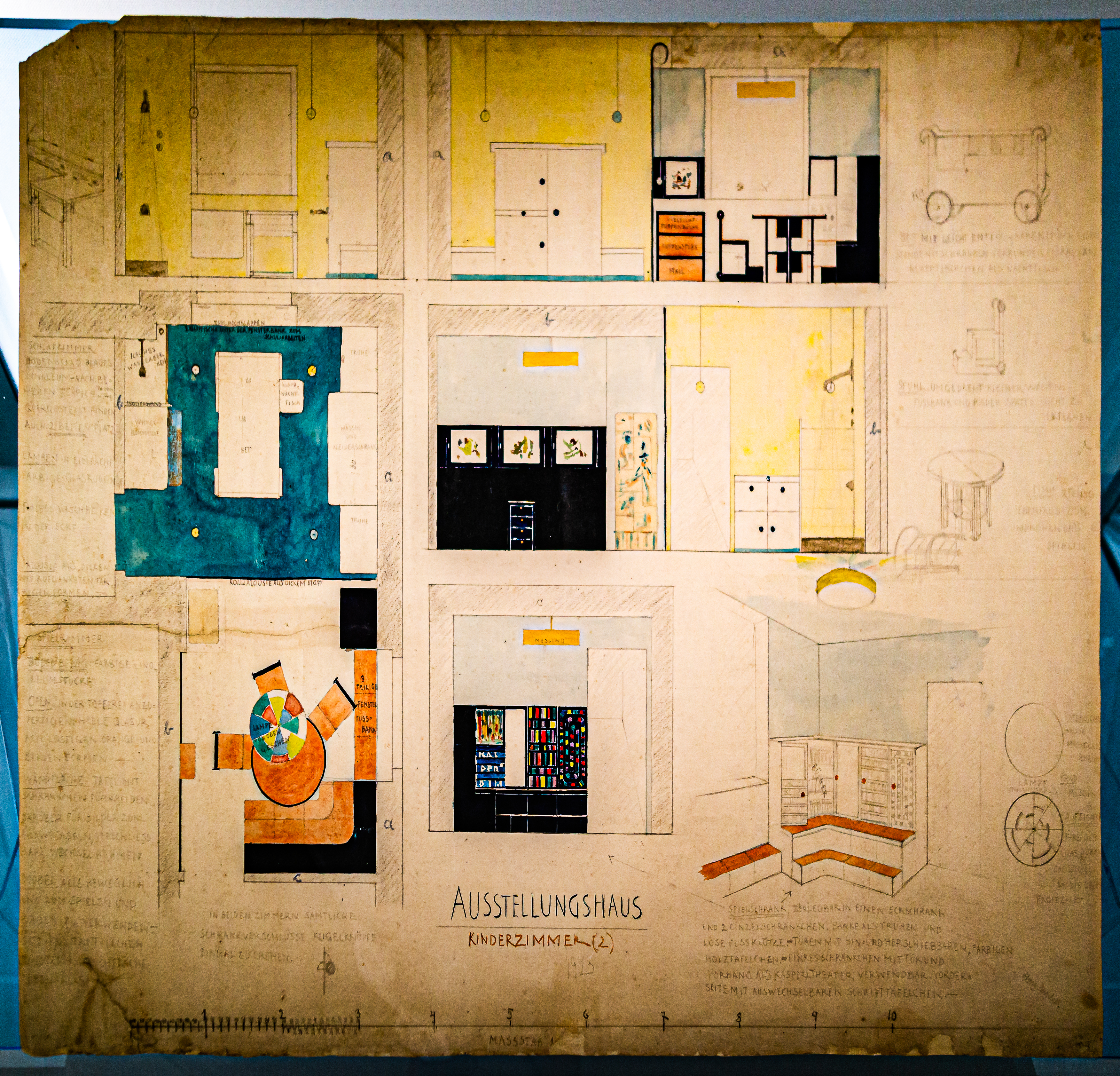
Entwurf von Siedhoff-Buscher für das Kinderzimmer

Im Dezember 1922 rief das Bauhaus zur Mitarbeit am „Hausproblem“ auf. Die besten Leistungen der einzelnen Mitwirkenden sollten zu einem „einheitlichen Ganzen“ verbunden werden. In der Inneneinrichtung kamen vor allem Bauhaus-Studierende zum Zuge. 19 Studierende wurden namentlich genannt. Die Einrichtungsbereitstellung verteilte sich auf die Werkstätten folgendermaßen:

Bildhauerei:
- Josef Hartwig: Hausmodell

Möbelwerkstatt:
- Marcel Breuer: Wohn- und Damenzimmer
- Alma Buscher, Erich Brendel: Kinderzimmer
- Erich Dieckmann: Speise- und Herrenzimmer
- Benita Otte, Ernst Gebhardt: Küche

Metallwerkstatt:
- Alma Buscher: Beleuchtung im Kinderzimmer
- Carl J. Jucker: Schreibtischleuchte
- Gyula Pap: Stehleuchte im Wohnraum
- László Moholy-Nagy: Beleuchtung im Herrenzimmer

Werkstatt für Wandmalerei:
- Alfred Arndt, Josef Maltan: Innenausmalung der Räume

Werkstatt für Weberei:
- Lis Deinhardt: Teppich im Herrenzimmer
- Martha Erps: Teppich im Wohnzimmer
- Benita Otte: Teppich im Kinderzimmer
- Agnes Roghe: Teppich im Damenzimmer
- Gunta Stölzl: Teppich in der Wohnzimmernische

Keramische Werkstatt:
- Theodor Bogler, Otto Lindig: Keramische Gefäße

## Bauhaus-Ausstellung 1923

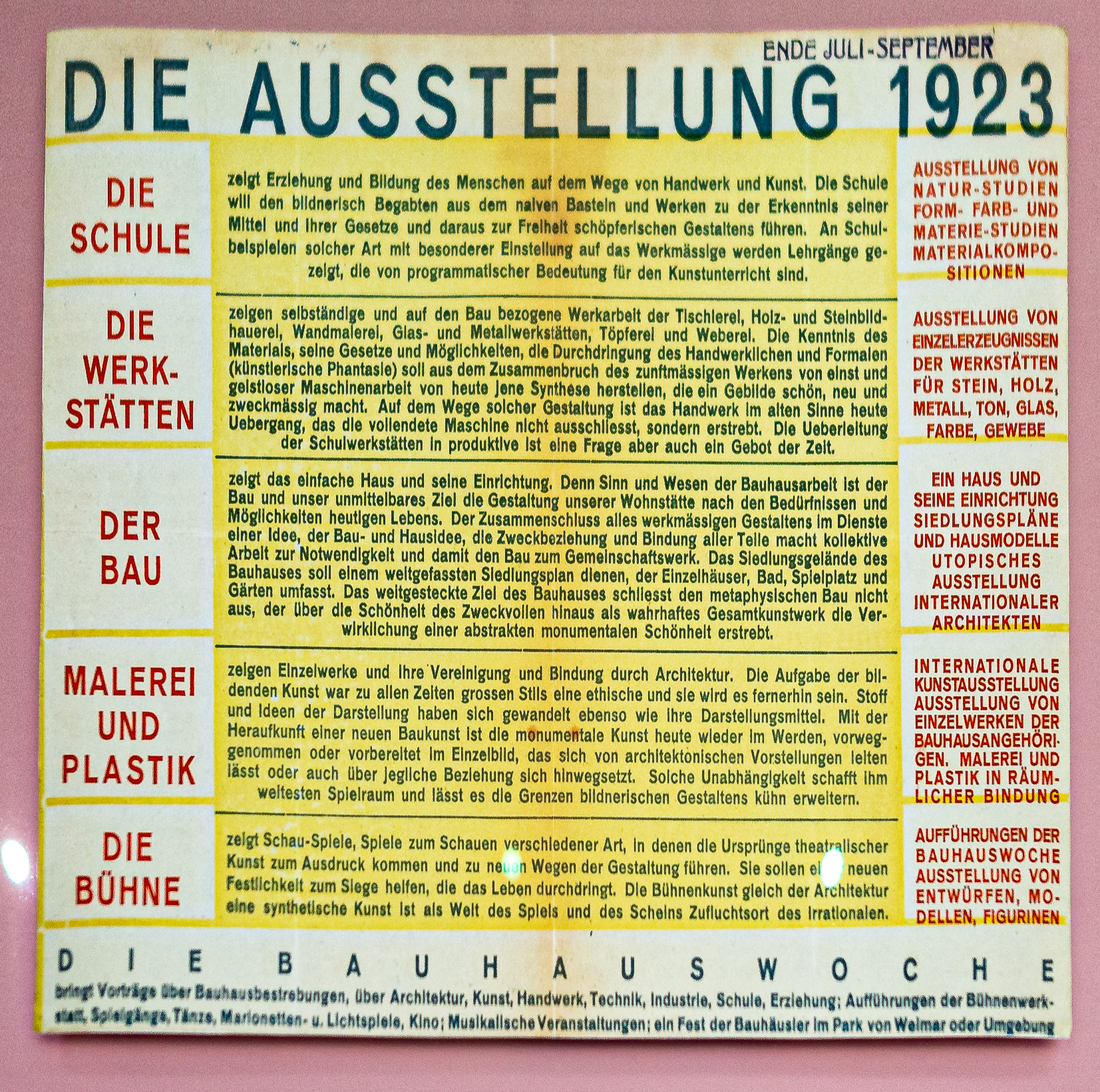
Werbeblatt zur Bauhaus-Ausstellung

„[In] schönster Lage Weimars [wird] ein Siedlungsgelände erschlossen, auf dem Einzel- und Gruppenhäuser errichtet werden, in denen Angehörige und Freunde des Bauhauses wohnen sollen.“

Die erste Bauhausausstellung fand vom 15. August bis 30. September 1923 statt. Eingeleitet wurde die Ausstellung von der so genannten Bauhauswoche, einem kulturellen Großereignis im Stile eines Festivals, das sehr großen Anklang fand. Gropius eröffnete die Bauhauswoche mit einem Vortrag über Kunst und Technik – eine neue Einheit. Es folgten Vorträge, unter anderem vom holländischen Architekten J. J. P. Oud über die Entwicklung der modernen niederländischen Baukunst. Ein Bestandteil der Ausstellung war eine Zusammenstellung internationaler Architektur. Das Haus Am Horn wurde in diesem Kontext präsentiert, gemeinsam mit Arbeiten aus den Niederlanden, Frankreich, Russland, Deutschland und USA.

## Musterhaus
Der Architektur des Musterhauses sieht man die 100 Jahre wegen der puristischen Formensprache nicht an. Angestrebt wurde der damals höchste technische Stand, vom Baumaterial bis zur Innenausstattung.

„Hier ist ein Haus für Marsbewohner, und wenn wir sagen, es wecke Sehnsucht, so soll in diesem Sinn gemeint sein: Sehnsucht nach der Zukunft und nach einem Leben ohne Wirrwarr und Ballast.“

### Außenansicht

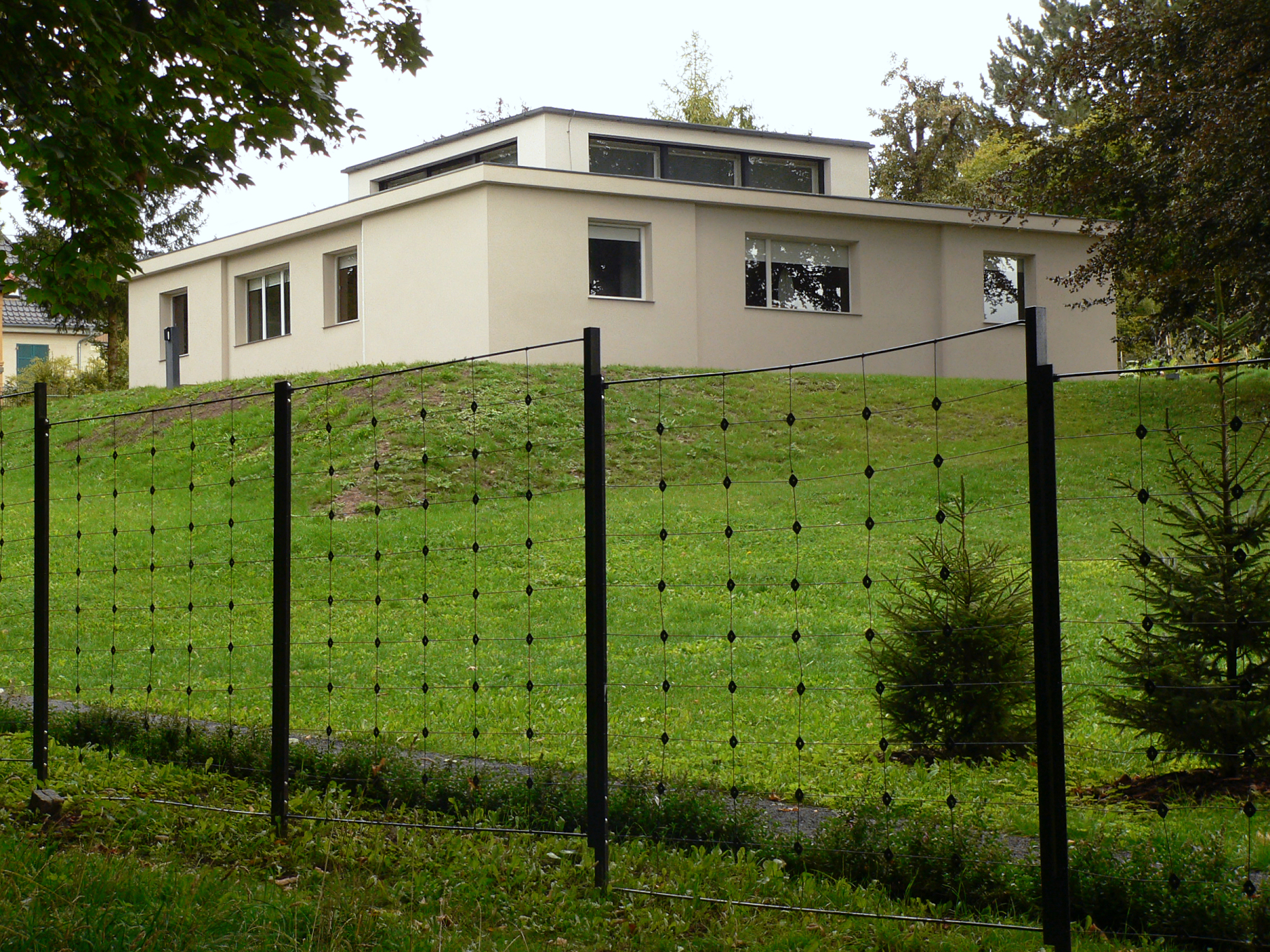
Südwestansicht mit Einzäunung

Das Grundstück liegt an der auch heute noch wenig befahrenen Straße Am Horn. Es ist durch den unmittelbar gegenüberliegenden Park an der Ilm erreichbar, was zur Erbauungszeit der übliche Zugangsweg war. Das Grundstück des Musterhauses hat eine Größe von über 2.000 m². Das Haus schließt sich nicht der Ausrichtung seiner Nachbarhäuser an. Es steht relativ zur Straße leicht verdreht, damit dem Betrachter eine „äußerst vorteilhafte“ plastische Perspektive vermittelt wird.
Der Grundriss des Hauses ist quadratisch, mit einer Seitenlänge von 12,70 m, mit einer Wohnfläche von ungefähr 120 m². Exakt mittig auf dem Dach sitzt ein quadratischer Aufbau mit zweiseitigen Fensterbändern. Dadurch kann von außen der Eindruck entstehen, dass das Haus zwei Geschosse hätte, Ursache ist jedoch die Raumhöhe des Wohnzimmers von 4,14 m. Ebenfalls eckig ist der quaderförmige Schornstein. Die Fenster sind von der Fassade aus betrachtet asymmetrisch angeordnet, ganz den Bedürfnissen der Räume angepasst. Dennoch wird ihrer asymmetrischen Anordnung ein Designelement zugesprochen, als Wechselspiel zur symmetrischen Fassadengliederung.
Die Anmutung des Gebäudes wurde in der Literatur mit Tempeln oder einer Cinquecento Villa verglichen. Die Proportionen der Fassadenfelder folgen dem Goldenen Schnitt. Bauliche Traditionen oder architektonische Vorbilder können als Vorlagen ausgeschlossen werden. Muche sagte über äußere Einflüsse zu seiner Architektur: „Jeder realisierte auf seine Weise, was er für richtig hielt […]: Erneuerung.“

### Außenbereich

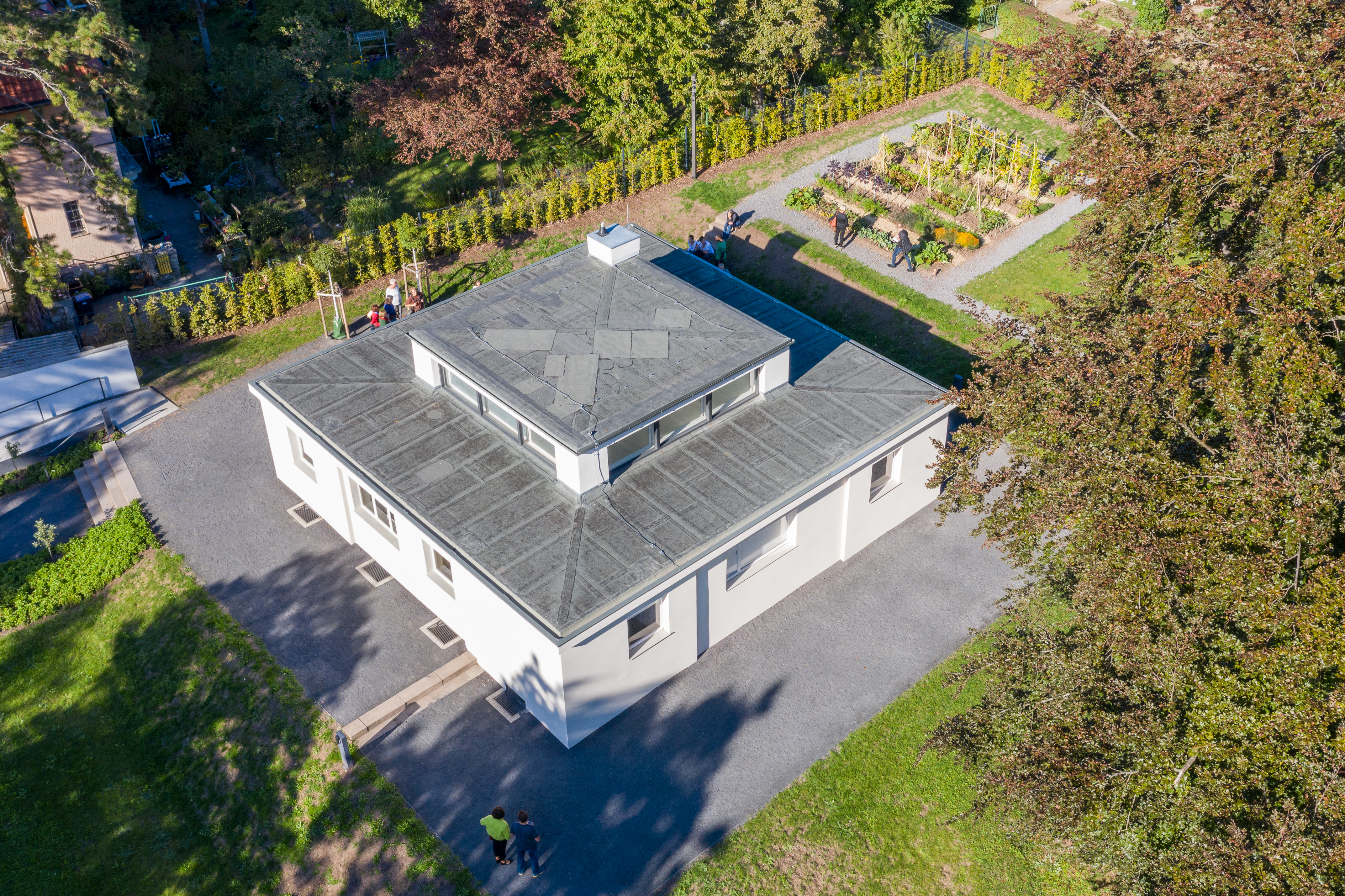
Hausumrandung und hinterliegender Nutzgarten

Die Außenflächen des Grundstücks wurden nur schlicht gestaltet. Dies geschah wahrscheinlich auch aus der Zeitnot heraus, den Termin der Ausstellung zu halten. Der Gartenbereich des Grundstücks besteht aus einer terrassenartigen Rasenfläche, die bedingt durch die Hanglage zu den Straßenseiten hin abfällt. Hinter dem Haus befindet sich ein abgetrennter, vierfach geteilter Nutzgarten. Selbstversorgung war eine Notwendigkeit und entsprach gleichzeitig den spirituellen Ernährungslehren einiger Bauhäusler. Studierende der Bauhaus-Universität waren eingeladen, den Nutzgarten zu bewirtschaften. Die Erzeugnisse des Nutzgartens wurden bereits ab 1920 für die Bauhaus-Kantine verwendet. Im Bauplan ist ein Bereich des Gartens anscheinend als Spielplatz angedacht. Auf dem Grundstück steht eine Rotbuche, die nicht zum ursprünglichen Baumbestand von 1923 gehörte, doch als Naturmonument erhalten wird. Ein Kiesweg umsäumt die Rasenfläche. Eingezäunt ist das Grundstück mit einem schwarzen, schlichten Drahtzaun. Die heutige Reproduktion des Zauns basiert auf Fotos des Originals. Vorlage für den Zaun war ein Weidezaun-Patent aus der Zeit vor dem Ersten Weltkrieg. Mit dieser Bauweise ließen sich größere Weiten überspannen. Das Eingangstor ist ein Entwurf des Bauhaus-Schülers Rudolf Baschant. Er nutzte die Bauweise des Weidezaunes und gestaltete daraus ein anspruchsvolles, grafisches Muster. Das heutige Tor ist eine Reproduktion des Originals. In den 1920er Jahren säumten Spindelobstbäume den Weg zum Haus.

### Innenraum
Die Raumaufteilung des Hauses folgt dem Prinzip des „Wabenbaus“, bei dem sich ein großer Hauptraum mit angrenzenden kleinen Räumen umgibt. Die Hälfte der Nutzfläche nimmt der zentrale Wohnraum in Anspruch, der einem Atrium ähnlich die Mitte des Grundrisses markiert. Ringförmig um diesen herum gelagert befinden sich die so genannten Zimmer der Dame, Zimmer des Herren, Kinderzimmer, Arbeitsnische, Gästezimmer, Esszimmer, Küche und Bad. Diese Aufteilung machte Flure unnötig. Auch die Wandgestaltung ist puristisch. Im gesamten Haus wurde konsequent auf Bilder verzichtet. Das Farbkonzept ordnet sich der Architektur unter. Helle Pastelltöne, etwa Gelb, Grün oder Grau, stehen im Kontrast zu akzentuierten kräftigen Farben; ein Beispiel für Letztere ist der rot-blau karierte Fußboden im Esszimmer.

#### Wohnbereich

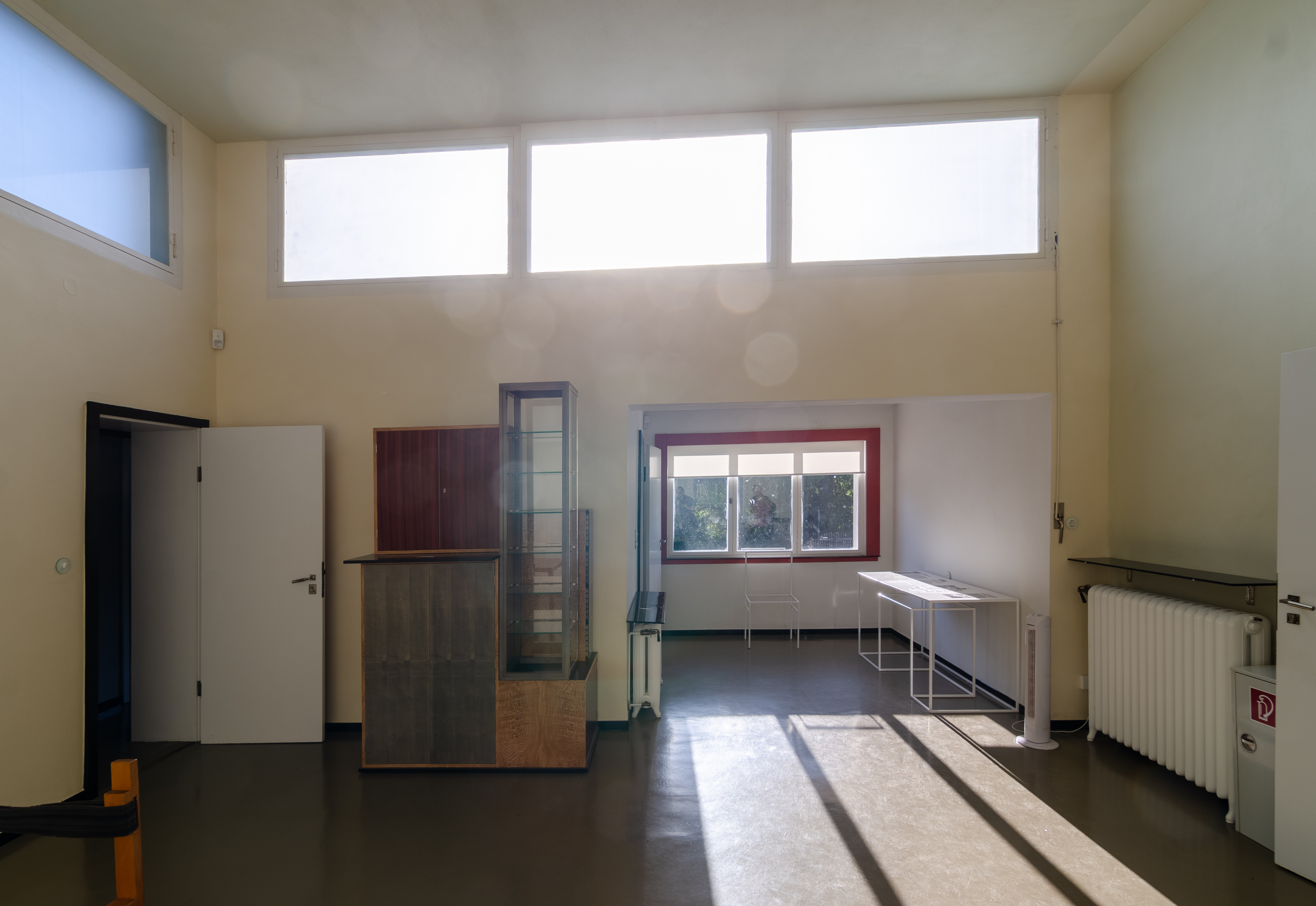
Wohnbereich Richtung Arbeitsnische mit Schrank von Marcel Breuer

Der symmetrische zentrale Wohnraum hat eine Fläche von 6 m × 6 m. Die Decke des vier Meter hohen Raums lässt durch die Mattglasscheiben der Oberlichter an der Süd- und Westseite Licht herein. Der Raum hat keine weiteren Fenster. Die Oberlicht-Fenster bestehen aus schmiedeeisernen Fensterrahmen, die das Deckengewicht mit aufnehmen. Eines der Fenster kann durch einen Scherenmechanismus gekippt werden. In den Wohnräumen wurden Drehfenster mit Fenstergriffen verbaut, sogenannten Oliven. Optischer Blickfang im Wohnraum war der 4 m × 4 m große gemusterte Teppich von Martha Erps, der verloren ist und über dessen Farbgebung heute nichts mehr bekannt ist. Die Sitzecke war möbliert mit einem Sofa, einem Tisch und drei Stühlen von Marcel Breuer sowie dem Lattenstuhl ti 1a. Lichtquelle war eine Stehleuchte von Gyula Pap, deren Steckdose sich als Kuriosum in ungefähr einem Meter Höhe auf der Wandfläche befindet. Den Wohnzimmerschrank aus verschiedenen rechteckigen Elementen und unterschiedlichen Holzarten entwarf Marcel Breuer. Heute befindet sich im Haus Am Horn eine Komplettrekonstruktion von Gerhard Oschmann. Die Wandfarben in Olivgrün und hellem Gelb wurden von Alfred Arndt und Josef Maltan konzipiert. Die Atmosphäre ist geprägt von glatten, ebenen Oberflächen und der Isolierung zur Außenwelt, die nur durch das gedämpfte Tageslicht einfällt. Architektur und Gestaltung sind dadurch auf das Innere bezogen und schaffen eine fast meditative Atmosphäre, mit der Konzentration auf das Familienleben.
In der Arbeitsnische befanden sich Schreibtisch und Stuhl, ebenfalls entworfen von Marcel Breuer, sowie ein Kurbeltelefon mit einer Verbindung zum Zimmer der Dame und nach außen. Hier lag mutmaßlich auch ein Teppich von Gunta Stölzl. Über dem Schreibtisch hing eine schwenkbare Leuchte von Carl Jacob Jucker. Durch einen Teleskopmechanismus konnte die Leuchte flexibel platziert werden. Allerdings war die Umsetzung noch nicht ausgereift, so drohte die Gefahr eines Stromschlags. Das Fenster in der Arbeitsnische bietet die einzige Möglichkeit, aus dem Wohnraum in den Garten zu blicken.

#### Schlafräume
Getrennte Schlafzimmer für Dame und Herrn waren gerade bei der geringen Größe des Hauses ungewöhnlich und auch eine moderne Idee. Im Zimmer des Herren stammen die Entwürfe von Bett, Tisch und Einbauschrank von Erich Dieckmann. Ein mit Stoff bespannter Stuhl wurde wahrscheinlich von Marcel Breuer entworfen. Als Hölzer wurden schwarz gebeizte Eiche und rötlicher Padouk verwendet. Laut Verkaufsunterlagen gab es außerdem einen Ablagetisch, was jedoch bisher nicht belegt werden konnte. Regalflächen aus Opakglas waren an den Wänden befestigt. Lese- und Deckenleuchte stammten wieder von László Moholy-Nagy. Die in die Wand eingelassene Leseleuchte ist noch im Original erhalten.

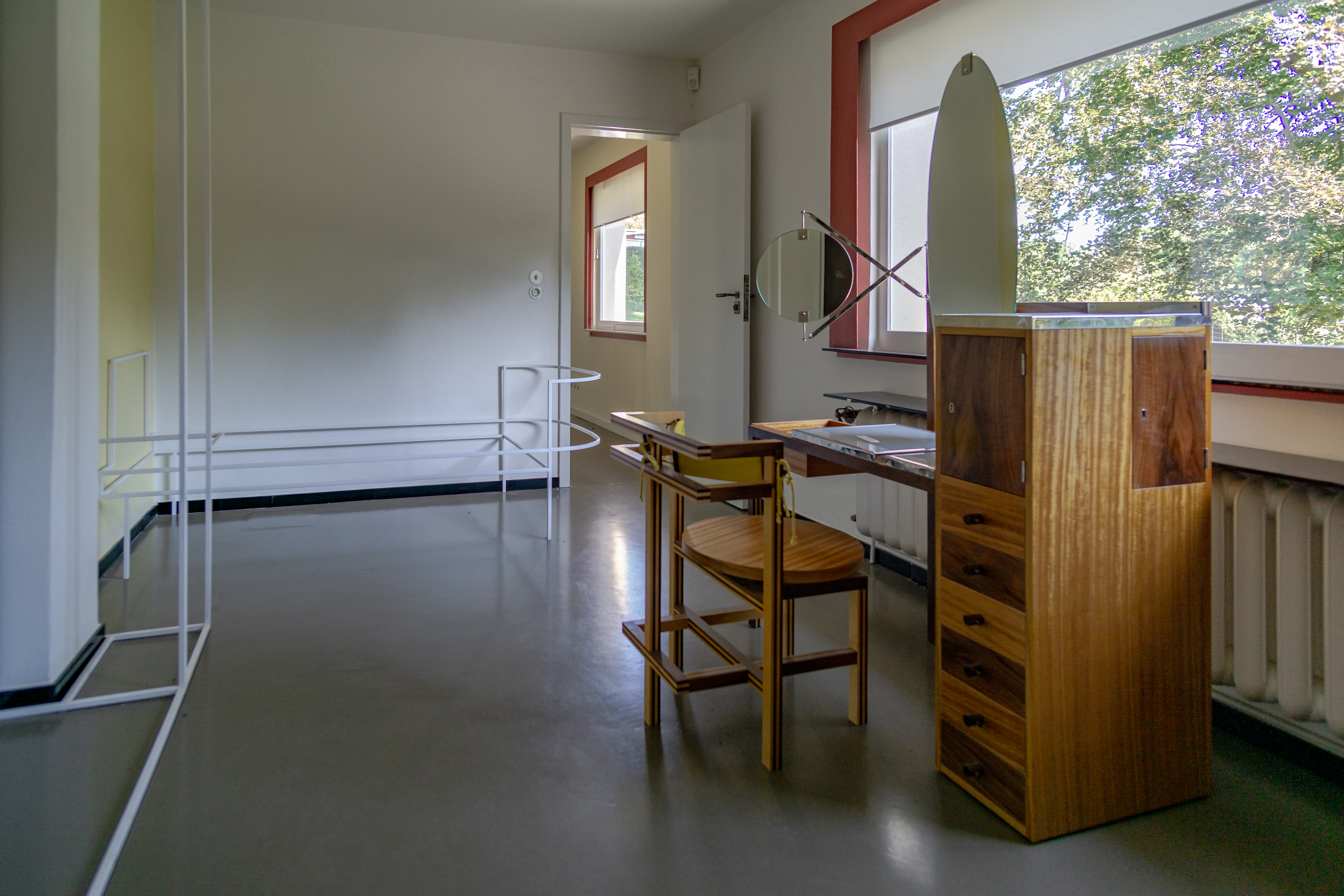
Zimmer der Dame mit Frisierkommode und Konturen früherer Möbel

Das Zimmer der Dame weist ähnliche Möbelelemente auf wie das Zimmer des Herren, nämlich Einbauschränke und Bett. Die Schränke wurden 1999 teilrekonstruiert. Der Teppich stammt von Agnes Roghé, die Möbel entwarf Marcel Breuer. Im Zimmer dominiert ein Toilettentisch mit zwei beweglichen Spiegeln und Stuhl, dem Gesellenstück von Marcel Breuer. Der schadhaft erhaltene Tisch befindet sich heute in der Stiftung Bauhaus Dessau. Heute ist im Haus Am Horn eine Rekonstruktion von Gerhard Oschmann von 2018/2019 ausgestellt. Moderne elektrische Geräte waren das Telefon sowie ein Haartrockner und ein Onduliereisen-Erhitzer. Die Wände waren grau, altweiß und hellgelb gestrichen.
An das Zimmer der Dame grenzt das Kinderzimmer in Blickachse zu Speisezimmer und Küche. Der Gedanke hinter dieser Raumanordnung war, dass die Mutter bei der Hausarbeit die Kinder im Blick hat. Dieses ist der einzige Raum im Haus mit einem separaten Zugang zum Garten. Obendrein ist es nach dem Wohnzimmer der größte Raum. Die Ausstattungsentwürfe gestalteten Alma Buscher und Erich Brendel, den Teppich Benita Otte. Dominierend ist hier der Spielschrank mit mobilen Elementen und mehreren Funktionen. So lässt sich ein Schrankelement beispielsweise auch als Puppentheater nutzen. Die älteste auffindbare Variante des Schrankes stammt von 1924 und ist heute im Bauhaus-Museum zu sehen. Im Kinderzimmer steht ein Nachbau von 2018/2019. Rote, blaue und gelbe Holztafeln an den Wänden dienten als Malfläche. Aussehen und Position von Kinderbett und Wickeltisch lassen sich nur anhand von Fotos vermuten, die 1924 von einem Zimmernachbau im Rahmen einer Ausstellung gemacht wurden. Im Kinderzimmer befand sich ein Waschtisch mit Warmwasseranschluss. Die große Deckenleuchte ist eine runde, flache Mattglasscheibe mit einer Glühbirne, heute teilrekonstruiert. Die originale Wandfarbe konnte bislang nicht eruiert werden.
Über die Ausstattung des Gästezimmers haben sich kaum Informationen erhalten. Es befanden sich wahrscheinlich Bett und Waschtisch im Zimmer, an der Decke eine elektrische Leuchte. Gesicherte Informationen gibt es über die Fußleisten in Rot, wohingegen im restlichen Haus weiße und schwarze Leisten verbaut wurden. Dieser Raum dient heute als Kassenraum.

#### Speiseräume

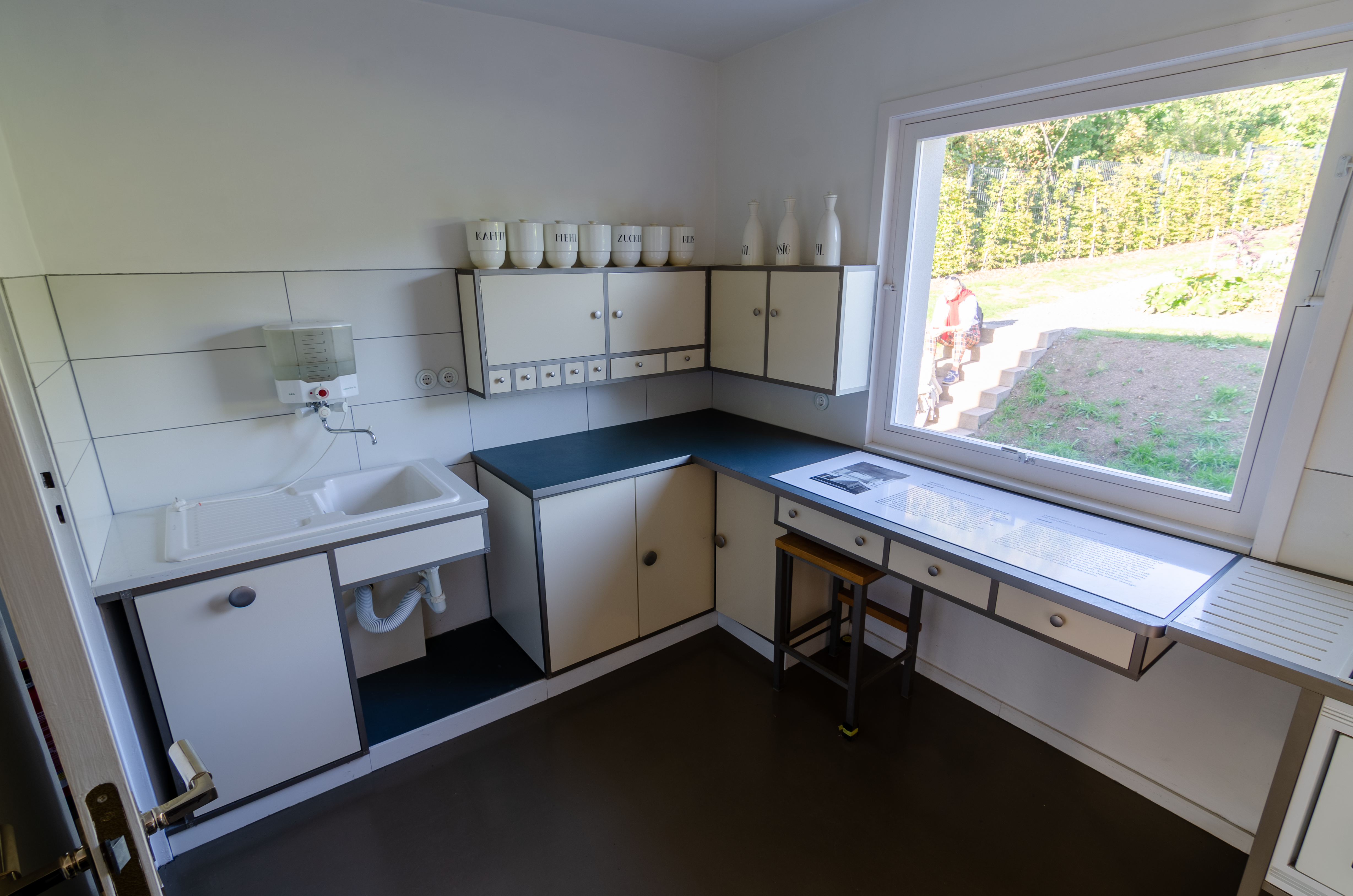
Nachbau der Küchenzeile von 1923

Ein Speisezimmer ersetzt die sonst übliche große Wohnküche. Die Einrichtung ist zweckmäßig: Ein Tisch mit gläserner Schutzplatte, vier Stühle, ein Einbauschrank. Der Einbauschrank und die drei Holzfensterrahmen gehören zu den wenigen im Original erhaltenen Ausstattungsgegenständen im Haus. Alle Möbel im Speisezimmer wurden von Erich Dieckmann entworfen. Sie sind farblich schlicht gehalten, in grauer und schwarzer Beize. Im Kontrast dazu steht der Fußboden aus Gummibelag, der auffällig rot-blau-weiß kariert ist. Korrespondierend dazu ist die Form der Deckenleuchte aus Kristallspiegelglas. Modern waren ein Toaster und Geschirr aus Jenaer Glas, dazu kamen keramische Gefäße aus der Töpferwerkstatt. Die Wandfarbe ist originalgetreu ockerfarben.
Verantwortlich für die Konzeption der Küche waren Benita Otte und Ernst Gebhardt. Die Gestaltung der Küche, dem Laboratorium der Hausfrau, folgte einem bis dahin ganz neuen Ansatz. Einrichtung und Lichtverhältnisse wurden an die Arbeitsabläufe angepasst. Eine niederländische Journalistin proklamierte: „Solche Bauweise ist der Untergang der deutschen Hausfrau!“ Die Küche zählt zu den ersten Einbauküchen Deutschlands und entstand früher als die bekannte Frankfurter Küche. Die heute ausgestellte Küchenzeile wurde 1998 nachgefertigt. Der Koch-, Brat- und Grillherd wurde mit Gas betrieben. Die Wandverkleidung ist wie im Bad aus weißem Opakglas gefertigt. Der Aufwaschtisch hat einen Schnellwassererhitzer. Einrichtungsbestandteil der Küche sind die Bogler-Vorratsdosen als Keramikgefäße zur Aufbewahrung von Lebensmitteln. Sie wurden von Theodor Bogler entworfen und in den Steingutfabriken Velten-Vordamm in Serie produziert. Ausgestellt ist eine Neuedition; die Originale sind im Bauhaus-Museum zu besichtigen. Teil der Ausstellung 1923 waren auch Gefäße aus Duraxglas der Firma Schott AG, damals in Jena sitzend.

#### Badezimmer

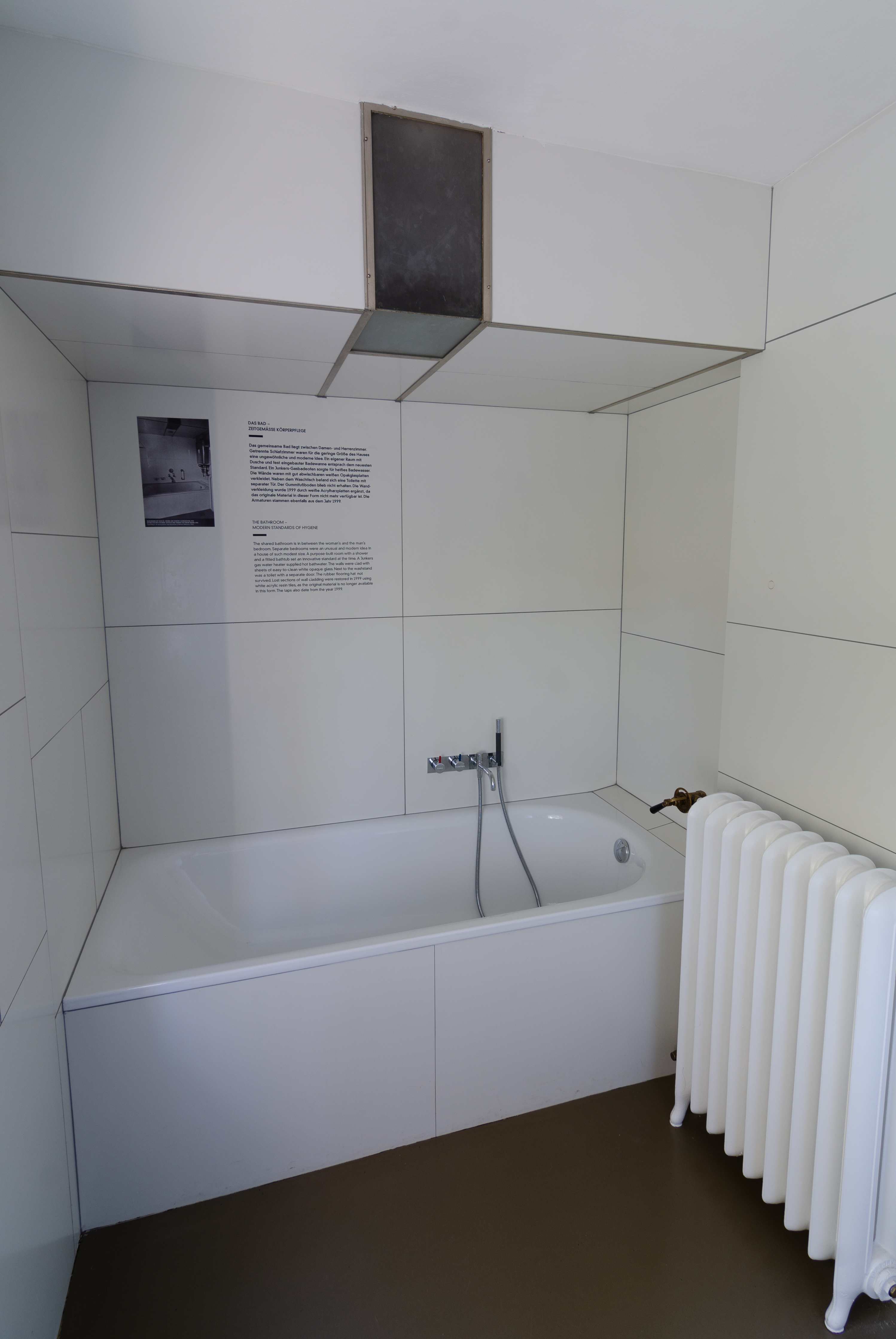
Dusch-Wannenbad mit eingelassener Leuchte

Die Zimmerdecke im Bad ist bis auf Höhe der Türen abgehängt und damit deutlich niedriger als in den anderen Räumen. Im Bad befinden sich ein Waschbecken und eine fest eingebaute Badewanne mit zusätzlicher Duschfunktion. Ein Gasbadeofen von Junkers erwärmte das Badewasser. Die modernen sanitären Anlagen und Armaturen stammten von den Triton-Werken in Hamburg. Weitere Ausstattungsaccessoires waren Haltegriffe, Ablageflächen und Handtuchhalter. Der komplette Waschtisch war mit weißem Opakglas verkleidet. Die rechteckige Leuchte am Waschtisch war auf der rechten Seite fest eingebaut. Die Wände waren ebenfalls mit weißem Opakglasfliesen verkleidet, diese sind nicht voll erhalten. Es konnte kein gleichwertiges Material recherchiert werden, weshalb die Fehlbereiche 1999 mit weißen Acrylharzplatten gefüllt wurden. Der Fußboden läuft leicht schräg auf einen Abfluss zu. Der Bodenbelag aus Gummi hat sich nicht erhalten. Neben dem Waschtisch ist ein Wasserklosett mit oberem Spülkasten, getrennt durch eine separate Tür.

#### Eingangsbereich
Im Vorraum befindet sich die Rekonstruktion eines Spiegels. Darunter ist eine Ablage aus Opakglas angebracht, die man im ganzen Haus wiederfindet. Über dem Spiegel befindet sich eine Soffittenlampe von László Moholy-Nagy, heute als Rekonstruktion.
Das Haus ist teilunterkellert. Der Keller ist vom Flur aus zugänglich. Im Keller befinden sich Waschküche, Vorratsraum und Heizungsraum. Laut Prospekt stand in der Waschküche eine Waschmaschine, was damals eine ausnehmend moderne Ausstattung war. Ebenso zeitgemäß war die Zentralheizung im Keller, die das ganze Haus versorgte. Fabrikant der Heizung war das Unternehmen des Johannes Haag. Fotos der Heizung sind nicht erhalten.

## Kritik

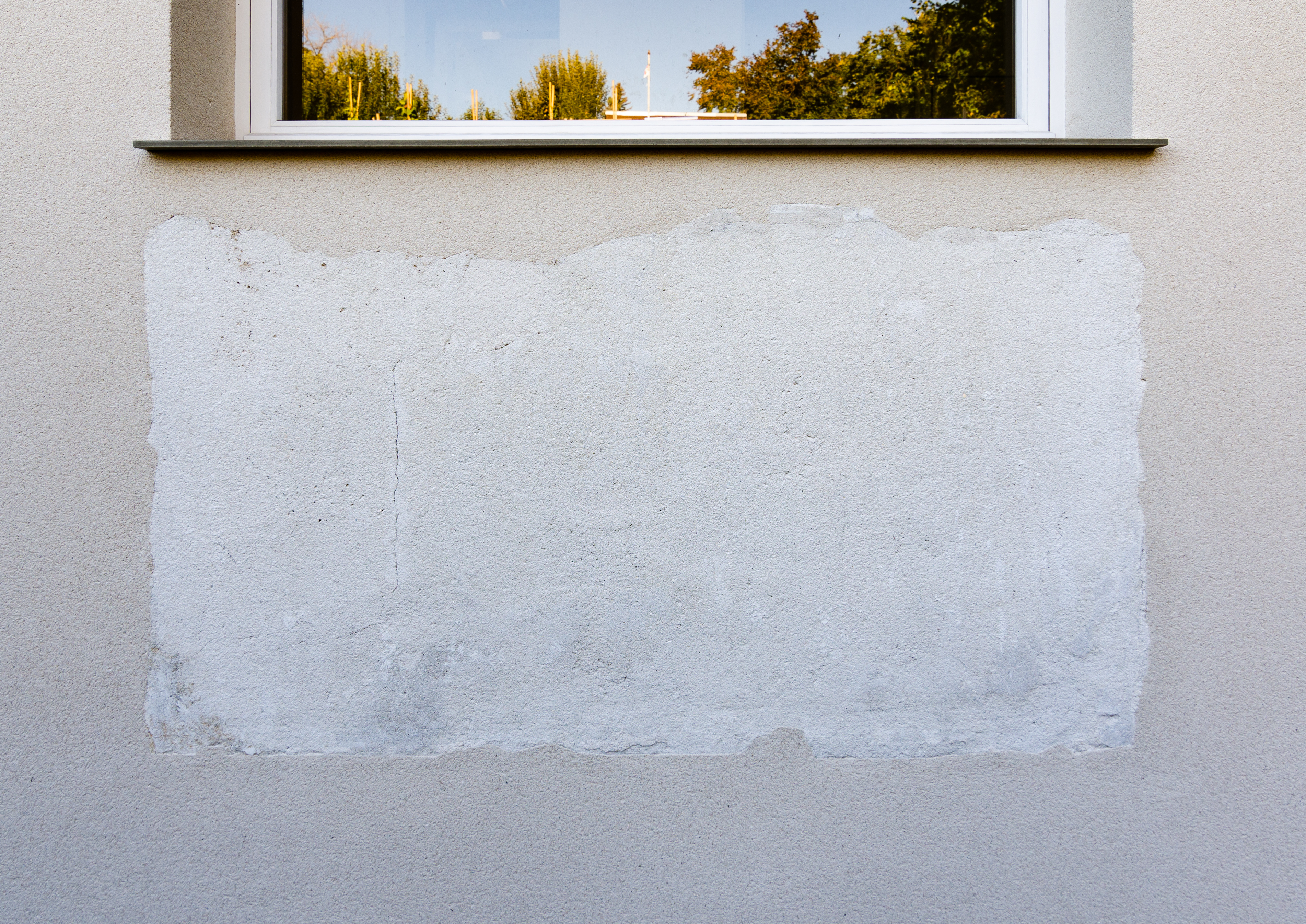
Ostfassade – erhaltener Originalputz umgeben vom restaurierten Putz (2019)

Der Erfolg der Bauhauswoche übertraf alle Erwartungen. Dementsprechend zahlreich wurde über das Musterhaus berichtet. Dabei erfuhr das Gebäude Lob wie Tadel. Deutsche Tageszeitungen zeugten mit polemisch-diffamierenden Kommentaren vom feindlichen politischen und gesellschaftlichen Klima. Fachzeitschriften bemühten sich trotz Kritikpunkten um eine objektive Betrachtung der Architektur.
Einigkeit bestand anscheinend im Lob der handwerklichen Arbeiten. Doch auch gute Arbeiten schützten nicht vor Fehlkonstruktionen. So wurde aus gestalterischen Gründen bei der Fassade auf einen Sockel verzichtet, was umgehend zu Spritzwasserschäden am Fuße des Gebäudes führte. Später sollte sich das Flachdach ebenfalls als wasserdurchlässig erweisen.
Gehässig hieß es „ein Haus für Marsbewohner“, „öffentliche Latrine“, „eine weiße Bonbonschachtel“ oder „Nordpolstation“. Kindern drohte man mit: „Wenn du nicht brav bist, kommst du ins Bauhaus.“ Als widersprüchlich wurde erkannt, dass die Ausstattung des Hauses entgegen der Intention nur für reiche Menschen erschwinglich war oder dass das Haus im Grundriss unflexibel sei, trotz der im Bauhaus hoch angepriesenen modularen Flexibilität.
Gebäude und Grundriss wurden als „totes Schema“ bezeichnet. An ein Zelt in der Wüste erinnerte die Form eine lokale Zeitung: „Von der Oase Biskra nach Weimar geweht“. Auch die Nationalsozialisten betitelten es später noch als „kulturbolschewistische Wüstenarchitektur“. Eine zeitgenössische Stimme lautete: „Man meint zu spüren, wie die Menschen einander hassen müssen, die in diesem konstruktiven Gehäuse einander täglich […] begegnen müssen.“
Unstimmig schien der unflexible Grundriss, trotz der im Bauhaus hoch angepriesenen modularen Flexibilität. Viel Unmut erzeugte die Diskrepanz von reeller und geplanter Zielgruppe. Die Ausstattung des Hauses war entgegen der Intention nur für wohlhabende Menschen realisierbar. Der Widerspruch, dass es wie ein Haus für die begüterte Klasse aussah, dann aber kein Dienstmädchenzimmer hatte, schien unvereinbar. Über diesen Mangel konnte auch die Bequemlichkeit der technischen Ausstattung nicht hinweghelfen. Es wurde gemutmaßt, dass die Fragestellung des Grundrisses lautete: Wie wenig Raum braucht der Mensch? Das Wohnzimmer ausgenommen, waren die Zimmer mit ungefähr zehn Quadratmetern pro Raum klein und die Decken mit circa 2,30 m niedrig, so dass Besucher von „Kabinen“ statt von Zimmern sprachen. In der Presse las man Vergleiche wie „Zellen“ oder „gefängnishafte Enge“. Die beengte Raumaufteilung verhinderte in den 1960er Jahren das Stellen gewöhnlicher Möbel, was eine Vermietung selbst bei Wohnungsnot schwierig machte.
Die Farbgestaltung wurde als angenehm empfunden, die puristische Innengestaltung dennoch als zu kahl. Die fehlenden Türschwellen bewahren zwar vor Stolperkanten, doch zeigte sich der Nachteil, dass es unter den Türen „schon mächtig hindurchzog“, so die ehemalige Bewohnerin Grönwald. Von den späten Dreißigern bis 1945 lebte ein Wehrmachtsoffizier im Haus Am Horn, der die schnörkellosen Türrahmen unter verzierten Blenden in Eiche-Rustikal kaschierte. Diese temporären Bauteile konnten später im Keller aufgefunden werden.
Auch der Garten erfuhr indirekte Kritik, indem er von Anwohnern der Nachbarschaft als Abkürzung auf dem Weg zur Bushaltestelle durchquert wurde.
Als Fazit lassen sich die zeitgenössischen Kritiken folgendermaßen zusammenfassen: Das Musterhaus ist ein Ansatz in die richtige Richtung, aber nicht überzeugend für das soziale Wohnen der Zukunft.

## Nutzung nach 1923

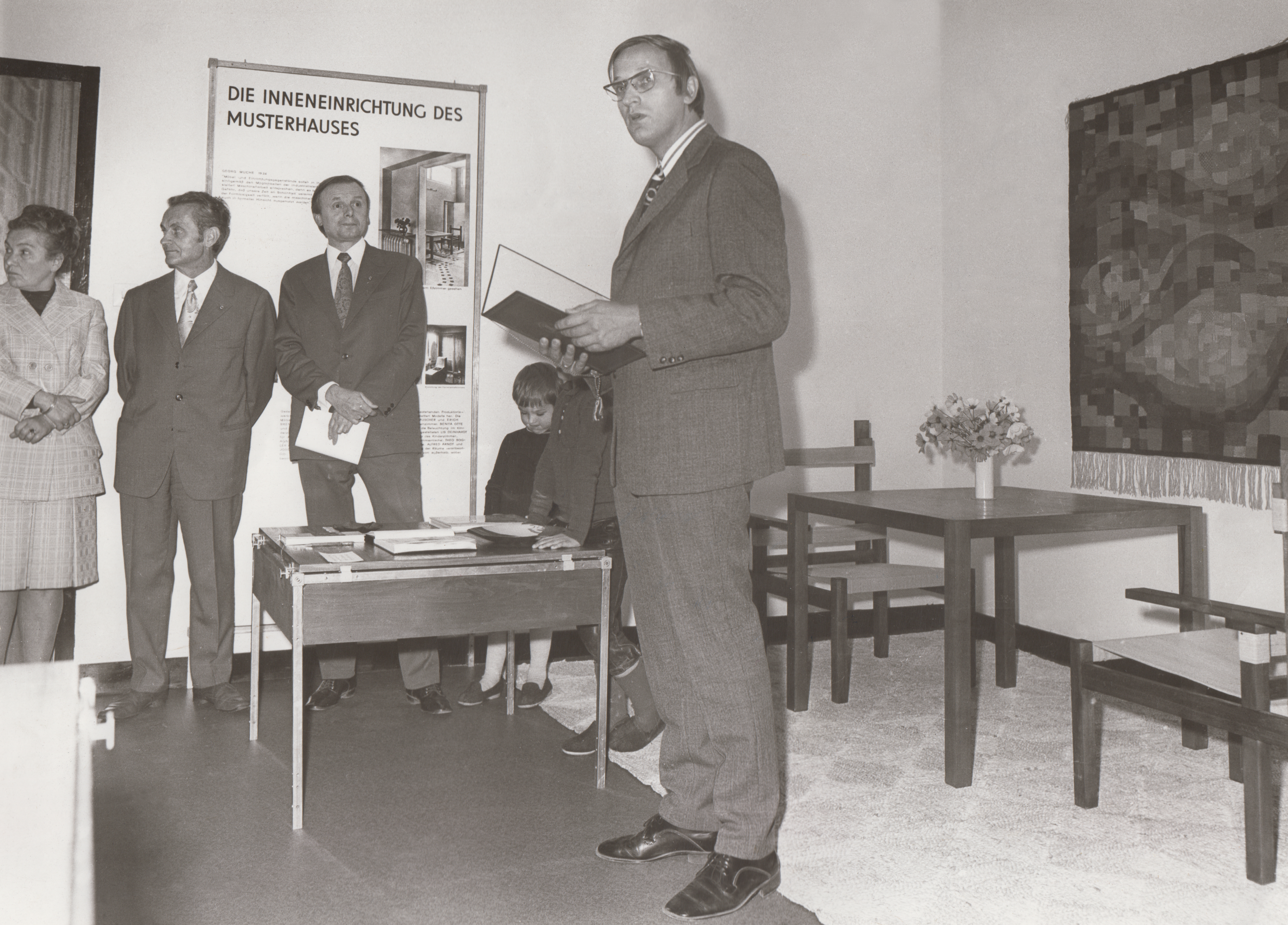
Eröffnung des Ausstellungskabinettes im Haus Am Horn zum 50. Jubiläum der Bauhaus-Ausstellung 1973 (v. l. n. r.: Lilo und Konrad Püschel, Christian Schädlich, Bernd Grönwald)

Nach der Bauhaus-Ausstellung stand das Haus Am Horn leer. Es gehörte dem Baufinanzierer Adolf Sommerfeld, der geplant hatte, das Haus mit Gewinn zu verkaufen. Die Hyperinflation vereitelte diesen Plan. Im November 1923, als ein Kilo Brot 42 Milliarden Mark kostete, bemühte er sich seinen finanziellen Schaden wenigstens zu minimieren. Er ließ die gesamte bewegliche Ausstattung aus dem Haus entfernen und zu sich nach Berlin transportieren. Das Haus selbst bot er vergeblich zum Kauf an.
Im September 1924 kaufte der Rechtsanwalt Franz A. Kühn das Haus und bewohnte es mit seiner Familie bis 1938. Er ließ durch den Architekten Ernst Flemming Um- und Anbauten vornehmen: 1926 erhielt das Zimmer der Dame eine Veranda mit Gartenzugang. 1927 wurde der Eingangsbereich mit einem Windfang erweitert. 1933 bekamen Ess- und Kinderzimmer eine Vergrößerung und in der West-Ecke des Hauses entstand ein ganz neuer Raum mit Terrasse und Unterkellerung. Die Grundfläche wurde dadurch um die Hälfte vergrößert. Auch wenn sich die Veränderungen an das Aussehen des Hauses ästhetisch anpassten, hatte es an seiner klaren Struktur verloren. Dem Grundgedanken des Hauskonzepts, ein mit der Familiengröße mitwachsendes Heim zu schaffen, wurden die Erweiterungen durchaus gerecht. Diese Erweiterungen blieben bis 1998 erhalten. Der Garten wurde ebenfalls umgestaltet.
1938 kaufte die Deutsche Arbeitsfront mittels Nötigung das Grundstück, um im Rahmen der „Umgestaltung“ Weimars durch die Nationalsozialisten auf dem Gelände eine Adolf-Hitler-Schule zu errichten. Dieses Vorhaben wurde jedoch durch den Beginn des Zweiten Weltkrieges vereitelt. Stattdessen bewohnte ein Wehrmachtsoffizier das Haus, bis die Arbeitsfront 1945 durch die Sowjetische Militäradministration enteignet wurde.
Zwischen 1945 und 1951 war das Haus als Volkseigentum in der treuhänderischen Verwaltung der Stadt Weimar. In den Nachkriegsjahren teilten sich zeitweise bis zu drei Familien die damals 144 m² große Wohnfläche. Dafür wurden immer wieder Umbaumaßnahmen vorgenommen, Wände versetzt, Raumnutzung und Gestaltung geändert. So wurde bis in die 1980er Jahre hinein die Arbeitsnische durch eine Wand vom Wohnraum getrennt oder das Bad diente als Küche für die zweite Wohneinheit. Die Zentralheizung konnte zwischenzeitlich wegen Brennstoffmangels nicht betrieben werden, weshalb zusätzliche Öfen und Schornsteine im Kinder- und Herrenzimmer eingebaut wurden. Zeitweise gab es bis zu drei Garagen auf dem Grundstück. Seit 1951 gehört das Gebäude der Stadt Weimar. Es wurde unter Denkmalschutz gestellt und bis 1998 bewohnt.
Von 1971 an mietete der Architekt Bernd Grönwald das Anwesen, für eine Monatsmiete von 75 DDR-Mark. Grönwald hatte einen Lehrauftrag für Architekturtheorie an der Hochschule für Architektur und Bauwesen (der heutigen Bauhaus-Universität) und ab 1979 eine Professur auf diesem Fachgebiet. 1973 initiierte er ein Forschungsprojekt zur Geschichte des Bauhauses und erarbeitete die ersten denkmalpflegerischen Zielstellungen für den Umgang mit dem Gebäude. Es gelang ihm, unter den schwierigen Umständen der Materialbeschaffung in der DDR denkmalpflegerische Maßnahmen umzusetzen, teils in Eigenleistung. Die Familie nahm Instandsetzungsmaßnahmen an der Kanalisation, der Elektrik und den Wänden vor.
Seit 1973 ist das Gebäude ein Baudenkmal. Zum 50. Jahrestag der 1. Bauhausausstellung wurde 1973 ein Ausstellungskabinett im Mittelraum des Hauses eröffnet. Die Bewohner lebten um diesen Raum herum. Es kamen vermehrt Besucher. Mitte der 1970er besuchte Georg Muche „sein“ Haus. Das öffentliche Interesse veranlasste das Zentralkomitee der SED, das Bauhaus per Parteiauftrag zu enttabuisieren. Ab 1976 organisierte Grönwald ebenda mehrere „Bauhauskolloquien“. Zwischen 1979 und 1988 erlebten die Architekturstudenten der Hochschule für Architektur und Bauwesen dort dann ihren Einführungskurs. 1983 wurde das Ausstellungskabinett neugestaltet. Bernd Grönwald beging am 28. Januar 1991 im Keller des Hauses Am Horn Suizid, weil er sich dem Wandel der Deutschen Wiedervereinigung nicht gewachsen sah. Marlis Grönwald bewohnte das Haus bis 1998.
Im Jahr 1993 wurde ein Freundeskreis gegründet, der u. a. als Ziel „die Bewahrung des Denkmalschutzes der Universität bzw. des Bauhauses“ hatte. Die finale Entscheidung, das Haus zu sanieren, wurde 1995 getroffen. Die zukünftige Nutzung war noch unklar. Je nach Nutzung hätte der Vertrag gestattet, ein zweites Gebäude auf dem Gelände zu errichten. Der Prozess der Sanierung wird als „lang und mühsam“ beschrieben. 1998 wurden schließlich die Anbauten entfernt und es erfolgten Ausbau und Sicherung von erhaltenswerten Bauteilen. Ziel war, noch vorhandene Elemente zu erhalten, wiederzubeschaffen oder möglichst authentisch zu ersetzen. Am 14. April 1999 wurde das sanierte Haus mit einer Vernissage eröffnet.

## UNESCO-Weltkulturerbe

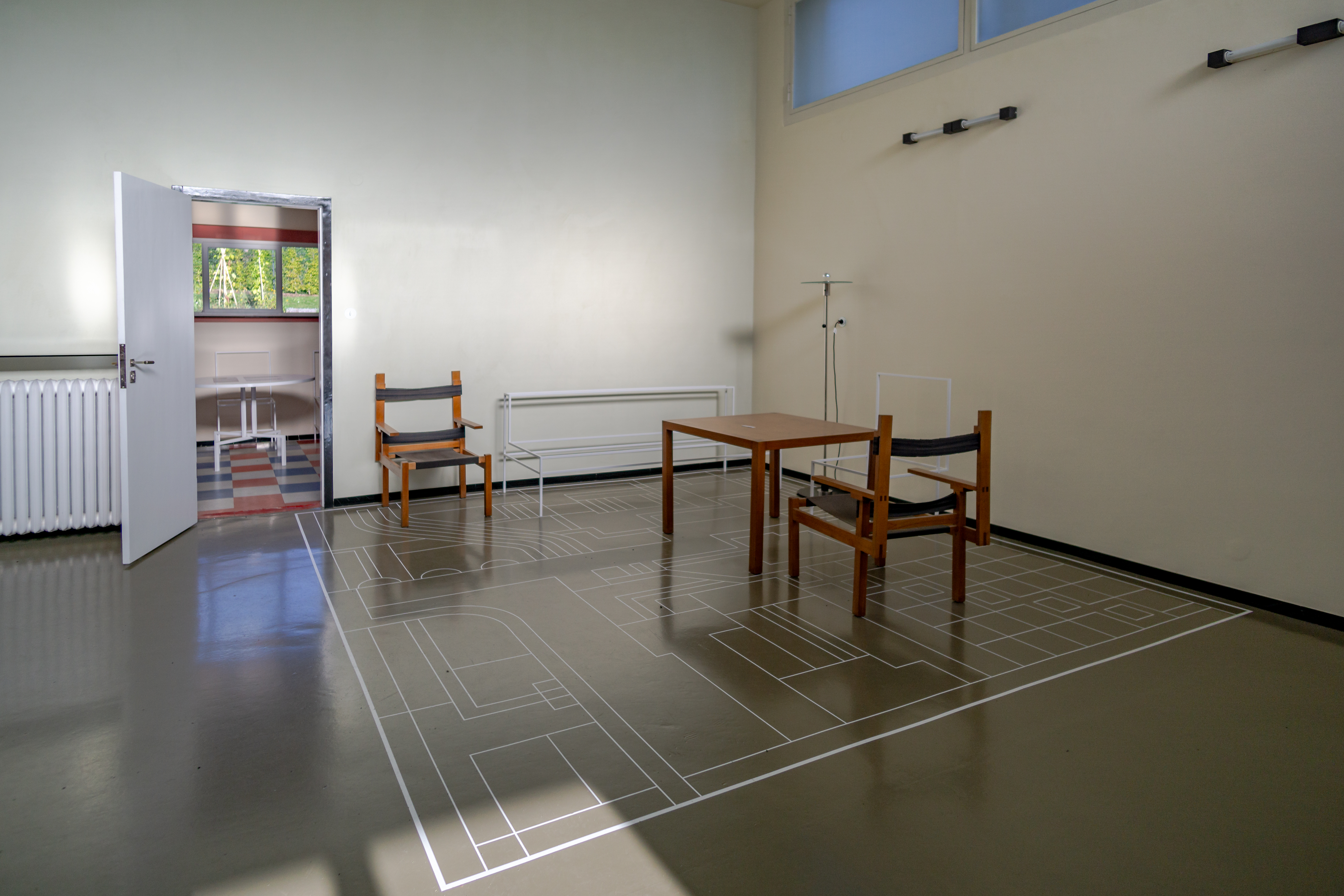
Wohnraum. Rekonstruktion mit weißen Rahmen für nicht mehr nachvollziehbare Ausstattung (2019)

1996 wurde das Musterhaus Am Horn als gemeinsam mit andern Stätten des Bauhauses von der UNESCO zum Weltkulturerbe erklärt und in die Denkmalliste der Vereinten Nationen aufgenommen. 1998/99 wurde das Bauwerk grundlegend denkmalpflegerisch saniert und instand gesetzt. An der Sanierung der Fassade war die Deutsche Stiftung Denkmalschutz beteiligt. Dabei wurde versucht, dem Originalzustand von 1923 möglichst nahe zu kommen. Die Schwierigkeit bei der Instandsetzung besteht nach wie vor darin, dass unmittelbar nach der Ausstellung 1923 das Mobiliar an den Finanzierer Adolf Sommerfeld nach Berlin gegangen war. Die originale Möblierung war daher nur schwer nachvollziehbar. Die Arbeiten stützten sich stark auf historische Innen- und Außenaufnahmen. Bei der Umgestaltung in den 1990er Jahren wurden die Anbauten entfernt, Wandschränke und Leuchten rekonstruiert, die Kücheneinrichtung nachempfunden, das Grundstück nach alten Plänen rückgestaltet etc. Seit 1998 befand sich das Gebäude in der Trägerschaft des Freundeskreis der Bauhaus-Universität Weimar e. V. und wurde als Gäste- und Ausstellungshaus genutzt.
Zwischen 1999 und 2017 organisierte der Freundeskreis der Bauhaus-Universität Weimar e. V. im Haus Am Horn eine Dauer- und 65 Sonderausstellungen zu unterschiedlichen Themen.
Nach einer zum 25. August 2017 erfolgten Rückübertragung an die Stadt Weimar koordinierte die Klassik Stiftung Weimar im Auftrag der Stadt neuerliche Umbaumaßnahmen, um das Gebäude sowie das Grundstück noch stärker an den Originalzustand von 1923 anzunähern. Wichtigste Vorlage dafür war das 1925 vom Bauhaus verfasste Bauhaus-Buch Nr. 3. Es existierte keine Dokumentation der Farbgestaltung, nur Schwarz-Weiß-Fotos. Die ursprüngliche Farbigkeit wurde 1999 bei Restaurierungsarbeiten wiederentdeckt und mittlerweile größtenteils wiederhergestellt.
Mit Jahresbeginn 2019 ging das Anwesen in das Eigentum der Klassik Stiftung Weimar über. Seit dem 18. Mai 2019 ist das Haus wieder regelmäßig als Baudenkmal für Besucher geöffnet. Eine neue Dauerausstellung widmet sich der Geschichte des Gebäudes mit dem Ziel, die gestalterische und technologische Idee verständlich zu machen. Umrissmöbel aus Metallstangen deuten die nicht mehr vorhandenen Einrichtungsgegenstände an. Eine komplette Rekonstruktion der Innenausstattung ist nicht vorgesehen.

## Galerie

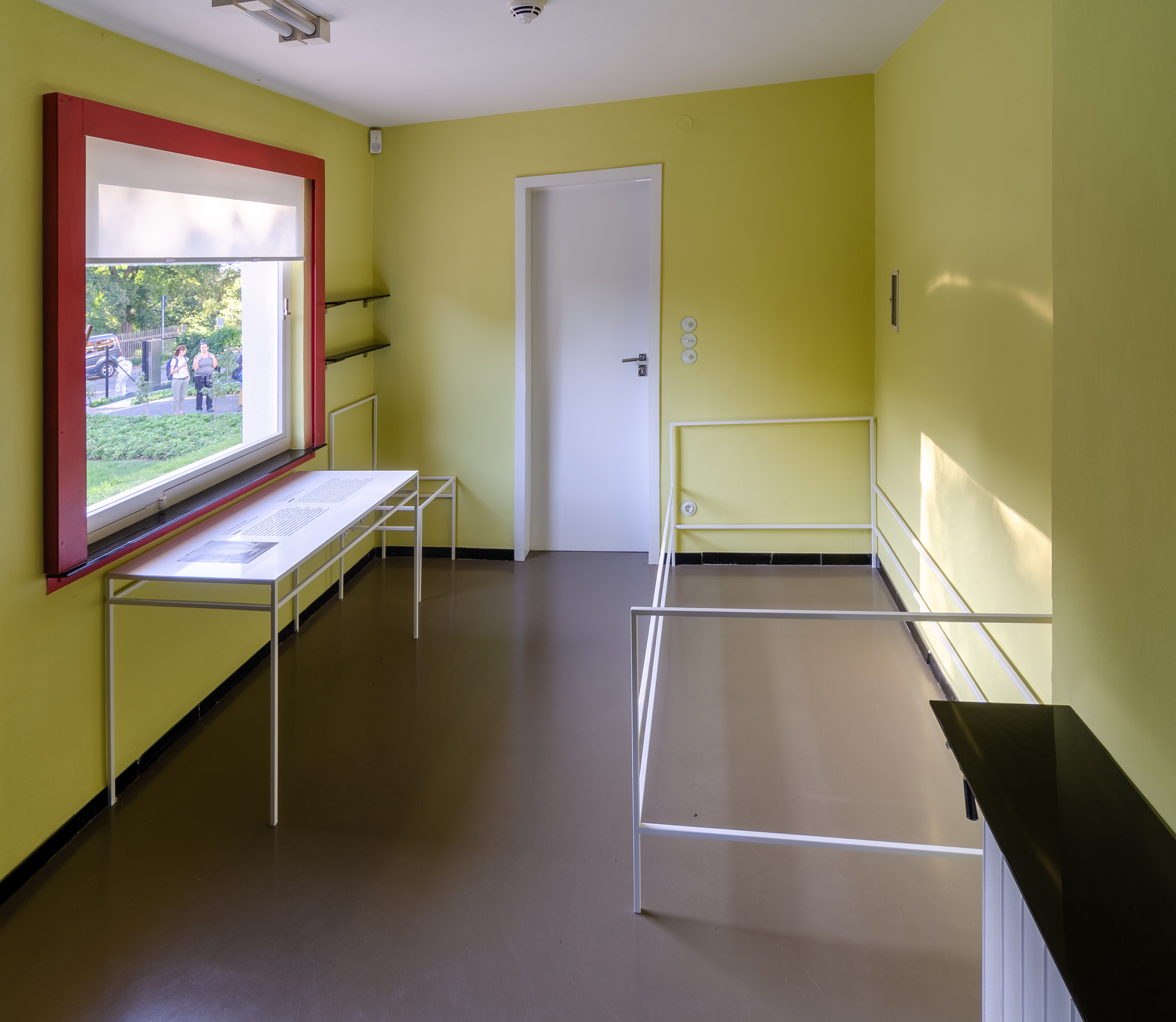
Zimmer des Herren mit rekonstruierter Wandfarbe
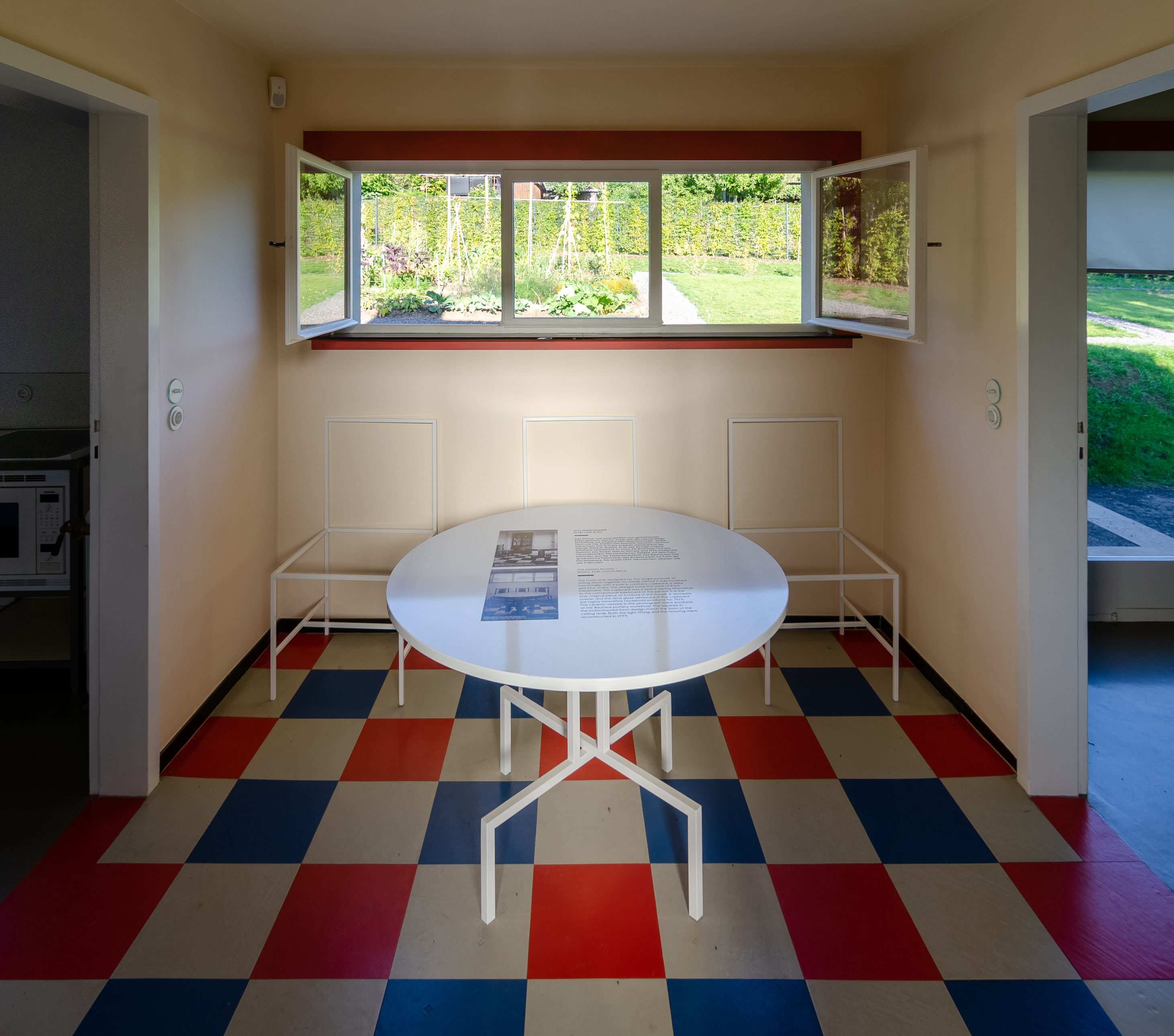
Esszimmer mit auffälligem Fußboden
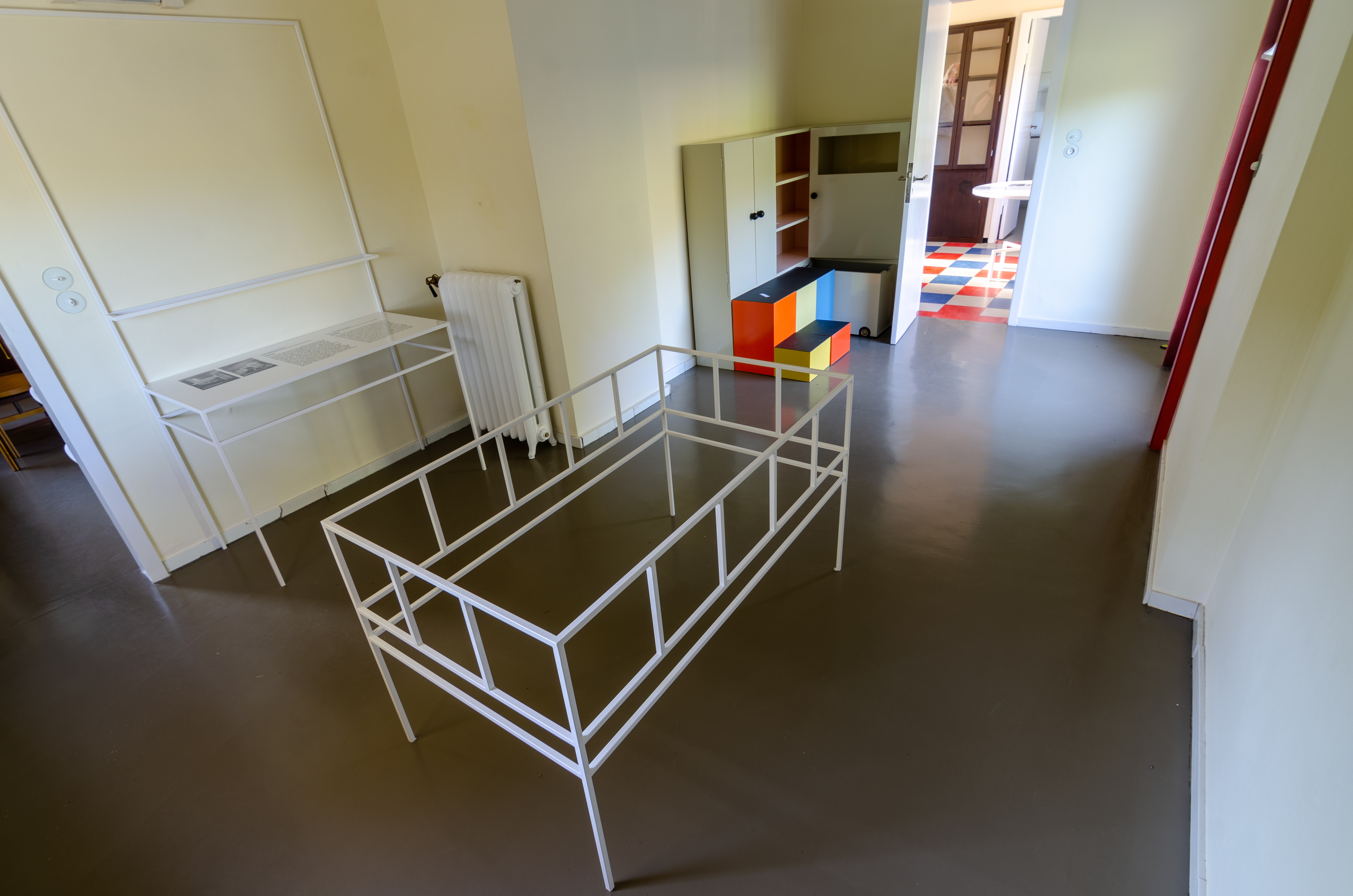
Kinderzimmer mit modularem Spielmöbel
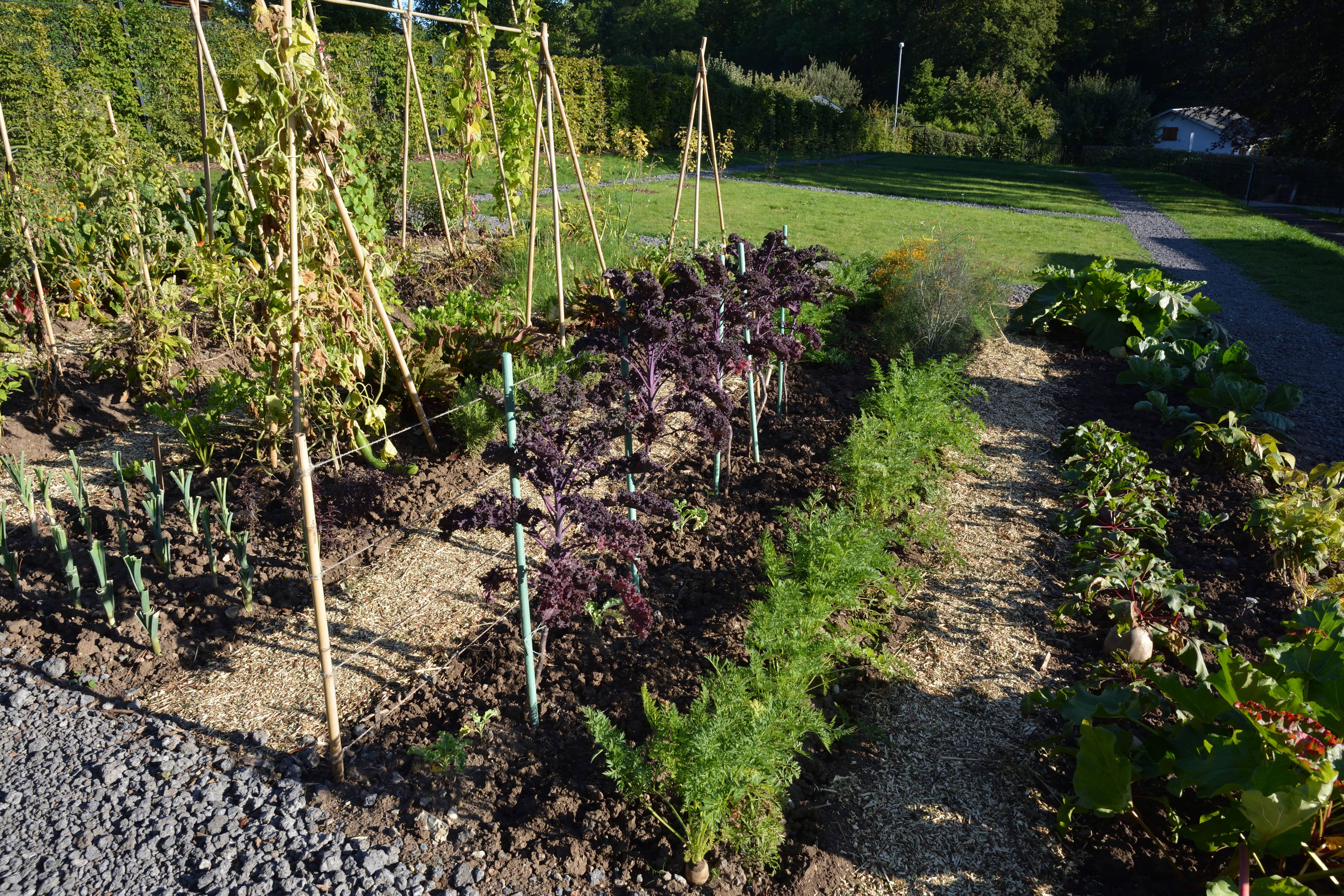
Nutzgarten hinter der Küche

## Auszeichnung
Das Haus Am Horn Weimar wird im Jahr 2021 mit dem Europa-Nostra-Preis geehrt.

## Varia
- Ein Modell des Musterhauses Am Horn ist als Bausatz in Papier verfügbar.[96]
- Das Musterhaus Am Horn ist als Laser-Cut Modellbausatz der Firma Noch 2024 aufgelegt worden[97]